# Teatro do Brasil

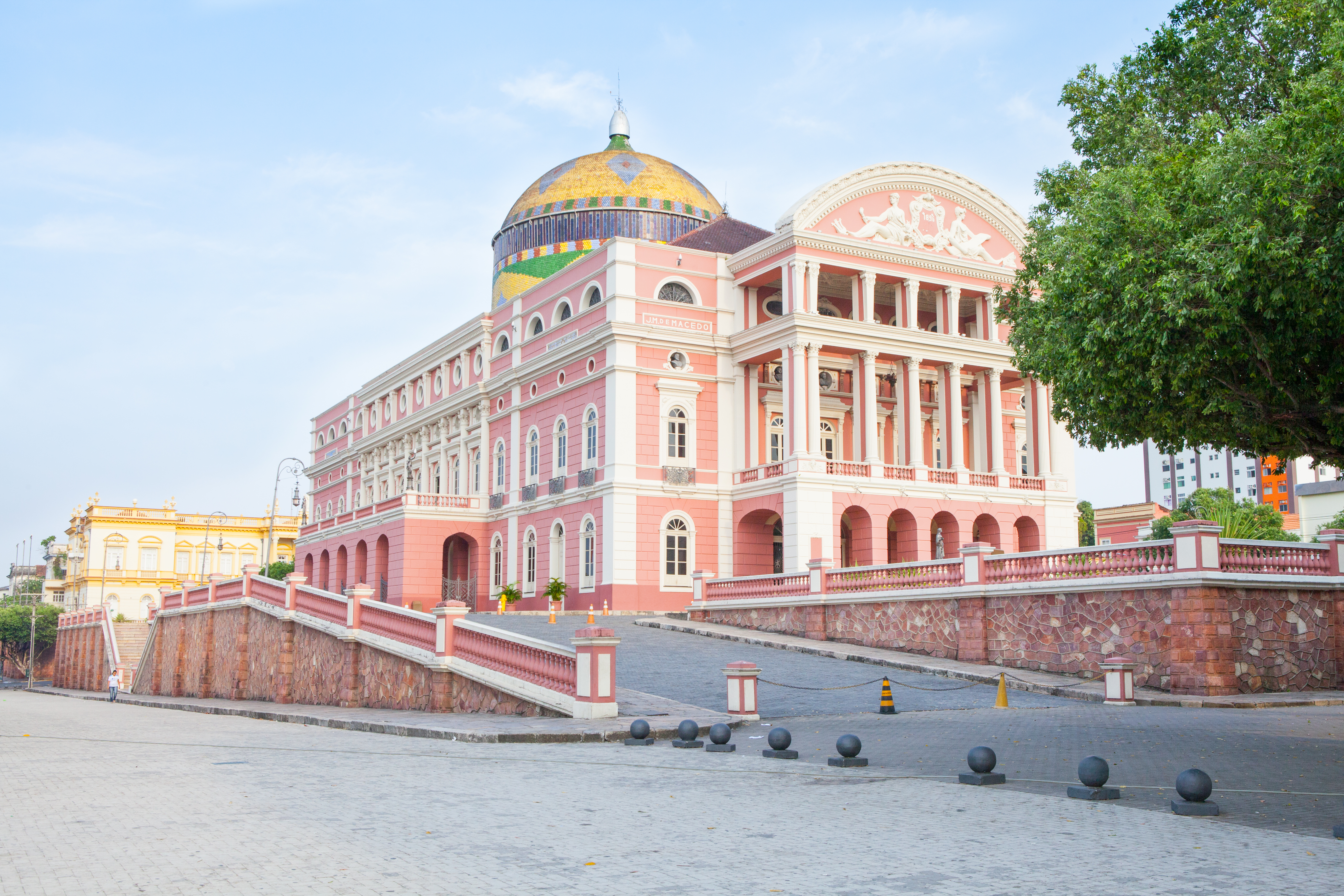
Teatro Amazonas, em Manaus, inaugurado em 1896.

O Teatro no Brasil tem suas origens remotas nas práticas de evangelização dos jesuítas no século XVI, mas só entra em pleno desenvolvimento nos séculos: XIX e XX.      

## Origens
O teatro em terras brasileiras nasceu em meados do século XVI como instrumento de catequese dos Jesuítas vindos de Coimbra como missionários e indígenas. Era um teatro, portanto, com função religiosa e objetivos claros: evangelizar os índios e apaziguar os conflitos existentes entre eles e os colonos portugueses e espanhóis.
O primeiro grupo de Jesuítas a desembarcar na baía de Todos-os-Santos, em 1549, era composto por quatro religiosos da comitiva de Tomé de Sousa, entre os quais o padre Manuel da Nóbrega. O segundo grupo de missionários chegou à então Província do Brasil no dia 13 de julho de 1553, como parte da comitiva de Duarte da Costa. No grupo de quatro religiosos estava o jovem José de Anchieta (1534-1597), então com dezenove anos de idade.
A população estimada de 57 mil habitantes era composta por colonos, muitos deles criminosos, e indígenas em sua maioria de vida nômade. Os jesuítas mantinham os indígenas em pequenas aldeias, isolados de dois terríveis perigos: a vida desregrada e a escravidão impostas pelo homem branco explorador e o consequente retorno ao paganismo.
A tradição teatral jesuítica encontrou no gosto dos indígenas pela dança e pelo canto um solo fértil e os religiosos passaram a se valer dos hábitos e costumes dos silvícolas - máscaras, arte plumária, instrumentos musicais primitivos - para as suas produções com finalidades catequéticas.
Tematicamente, essas produções mesclavam a realidade local (tanto de indígenas quanto dos colonos) com narrativas hagiográficas (vidas dos santos). Como toda espécie de dominação cultural prescinde um conhecimento da cultura do dominado, o Padre Anchieta seguiu o preceito da Companhia de Jesus que determinava ao jesuíta o aprendizado da língua onde mantivessem missões. Assim, foi incumbido de organizar uma gramática da língua tupi, o que fez com sucesso.

### Dramaturgia de catequese
Há notícia de 25 obras teatrais, todas de tradição medieval com forte influência do teatro de Gil Vicente em sua forma e conteúdo, produzidas nos últimos 50 anos do século XVI. O gênero predominante é o auto e alguns deles não têm autoria comprovada; muitos outros, como se sabe, são atribuídos ao padre Anchieta (por vezes contando com a colaboração do padre Manuel da Nóbrega). De algumas dessas obras têm-se apenas o título, são elas:
- 1557 Diálogo, Conversão do Gentio - padre Manuel da Nóbrega;
- 1564 Auto de Santiago - representado em Santiago da Bahia;
- 1567-70 Auto da Pregação Universal - padre José de Anchieta - representada em São Vicente e São Paulo de Piratininga;
- 1573 Diálogo - representado em Pernambuco e na Bahia;
- 1574 Diálogo - representado na Bahia;
- 1574 Écloga Pastoril - representado em Pernambuco (Recife);
- 1575 História do Rico Avarento e Lázaro Pobre - representado em Olinda, padre;
- 1576 Écloga Pastoril - representado em Pernambuco;
- 1578 Tragicomédia - representada na Bahia;
- 1578 Auto do Crisma - padre José de Anchieta - representada no Rio de Janeiro;
- 1583 Auto de São Sebastião - representado no Rio de Janeiro;
- 1583 Auto Pastoril - representado no Espírito Santo;
- 1583 Auto das Onze Mil Virgens - representado na Bahia;
- 1584 Diálogo da Ave Maria - representado no Espírito Santo;
- 1584 Diálogo Pastoril - representado no Espírito Santo;
- 1584 Auto de São Sebastião - representado no Rio de Janeiro;
- 1584 Auto de Santa Úrsula - padre José de Anchieta - representado no Rio de Janeiro;
- 1584 Diálogo - representado em Pernambuco;
- 1584 Na Festa do Natal - padre José de Anchieta;
- 1586 Auto da Vila da Vitória ou de São Maurício - padre José de Anchieta - representado em Vitória (ES);
- 1586 Na Festa de São Lourenço ou Auto de São Lourenço - padre José de Anchieta;
- 1587 Recebimento que Fizeram os Índios de Guaraparim - padre José de Anchieta - representado em Guarapari (ES);
- 1589 Assuerus - representado na Bahia;
- 1596 Espetáculos - representado em Pernambuco;
- 1598 Na visitação de Santa Isabel - padre José de Anchieta.

Os espetáculos tinham como elenco os índios catequizados e eram apresentados, na maioria das vezes, ao ar livre – alguns deles tendo a selva por cenário; noutros, ao estilo do teatro medieval, nos átrios das pequenas igrejas.

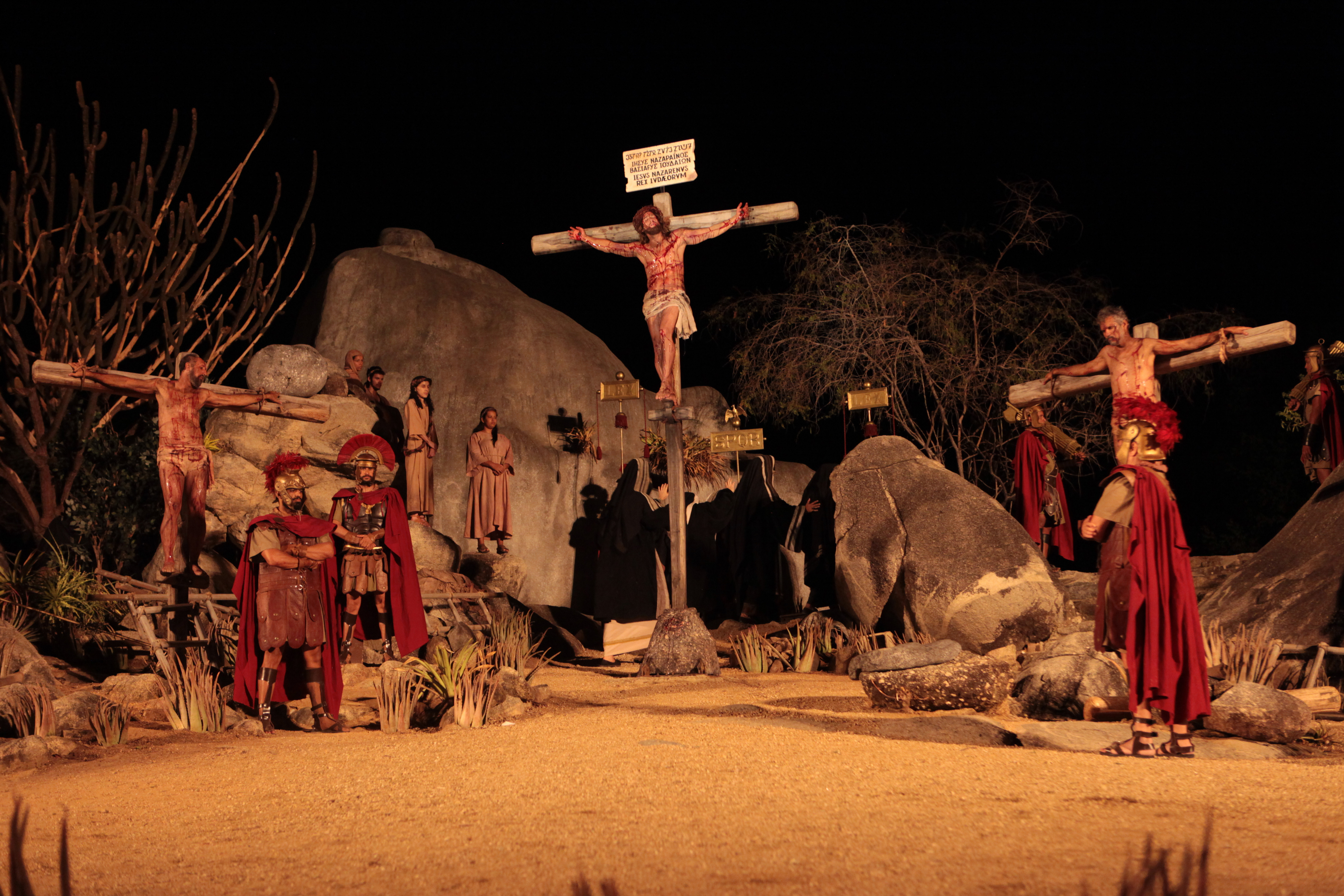
Paixão de Cristo de Nova Jerusalém, uma das maiores encenações religiosas do mundo. (2017)

De todos, o espetáculo mais grandioso foi do "Auto das Onze Mil Virgens", em maio de 1583, em honra aos padres Cardim e Gouveia e que contou com a participação de todo o povo da Bahia. Este auto, que era uma tragicomédia inspirada na vida de Santa Úrsula e na lenda das onze mil virgens, foi representada cinco vezes entre os anos de 1582 e 1605.
O pesquisador Mario Cacciaglia em sua "Pequena História do Teatro no Brasil" faz uma rica descrição do que teria sido a primeira apresentação (1583), que ele adjetiva como espetacular, como segue: "...depois da missa, com acompanhamento de um coro de índios, com flautas e, da capela da Catedral, com órgãos e cravos, teve início uma procissão de estudantes precedida pelos vereadores e pelos sobrinhos ou netos do governador; os estudantes carregavam três cabeças de virgens cobertas por um pálio e puxavam sobre rodas uma esplêndida nau sobre a qual eram levadas em triunfo as virgens mártires (estudantes travestidos), enquanto da própria nau eram feitos disparos de arcabuz, De vez em quando, durante o percurso, falavam das janelas personagens alegóricas, em esplêndidos costumes: a cidade, o próprio colégio e alguns anjos. À noite foi celebrado na nau o martírio das virgens, com o aparato cênico de uma nuvem que descia do céu e dos anjos que chegavam para sepultar as mártires."
auto
Outras narrativas chegam até nós, algumas envolvendo embarcações, salvas de arcabuzes, uivos e gritos de índios, flautas e percussões; todas elas assistidas pelos colonos, pelos índios e, claro, pelas autoridades locais, todos chegando às lágrimas ante os dramas encenados por vezes nos adros das igrejas, noutras em anfiteatros montados no entorno dos templos.

### Teatro Anchietano

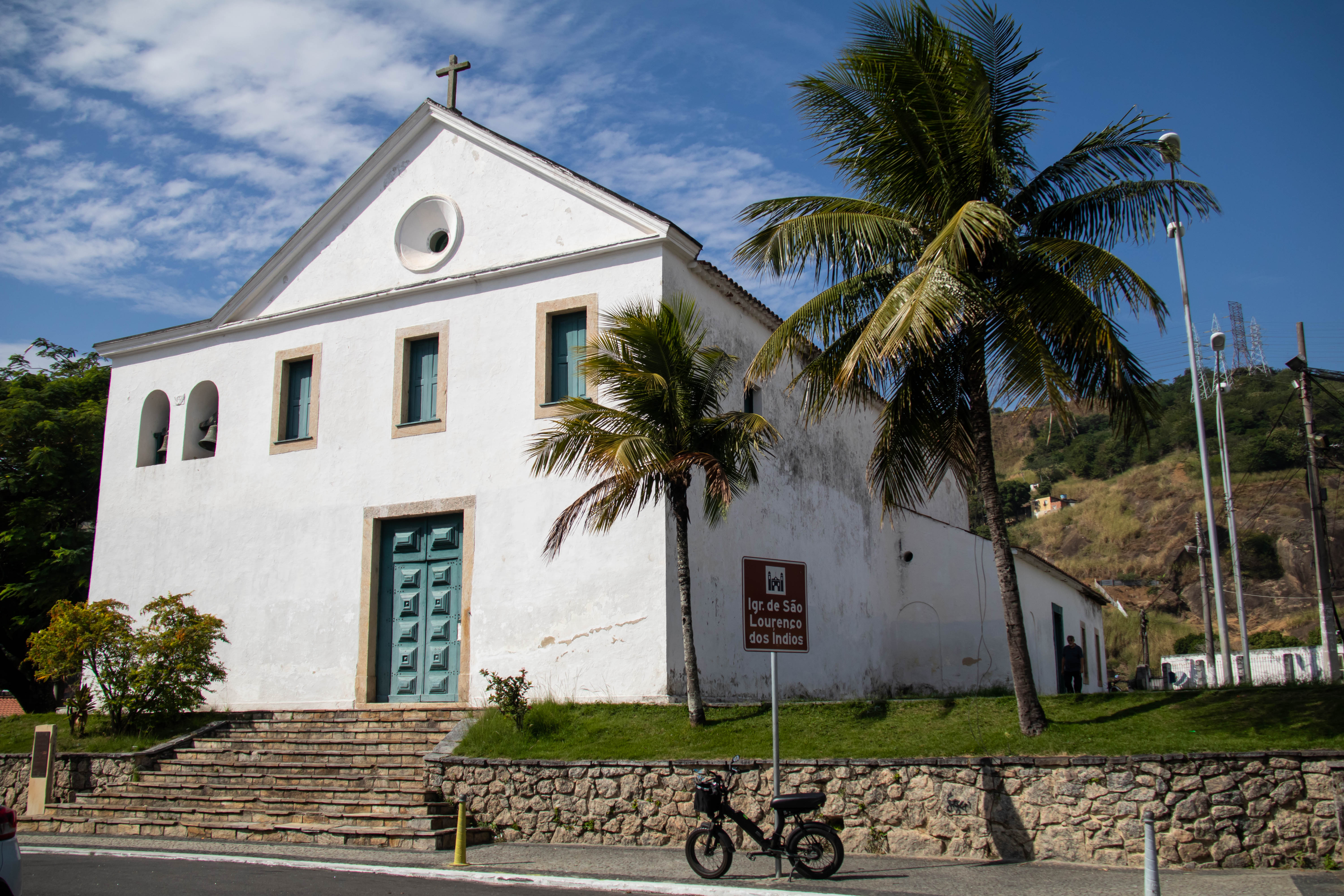
Fachada da Igreja de São Lourenço dos Índios, em Niterói. Palco da primeira encenação do Auto de São Lourenço, do Padre José de Anchieta.

Como se sabe, os únicos textos de toda essa produção chegados aos nossos dias são de autoria do Padre José de Anchieta, graças ao seu processo de beatificação iniciado em 1736. Considerado por Sábato Magaldi "o texto mais complexo e digno de interesse" de toda a obra do missionário, o Auto de São Lourenço ou Na Festa de S. Lourenço é uma peça trilíngüe que teve sua primeira representação na cidade de Niterói em 1583. O texto é rico em personagens e situações dramáticas, envolvendo canto, luta e dança para narrar o martírio do santo. Há muitos aspectos que denotam a inteligência do missionário ao urdir a trama, mas é digno de nota o artifício de substituto o tradicional mecanismo do sincretismo religioso por um outro que poderíamos classificar de sincretismo demonológico. Assim, Anchieta aproxima os demônios da igreja católica dos demônios familiares aos índios (Guaixará, Aimberê e Saravaia) - nomes tomados dos índios Tamoios que se uniram aos invasores franceses, forma também de criticar a situação política do momento. Os demônios advogam pelos terríveis hábitos dos índios: o cauim, o fumo, o curandeirismo e a poligamia. O texto, trilíngue, visa dialogar com índios, portugueses e espanhóis.
Outro texto do Padre Anchieta, Na Festa de Natal, é uma releitura do Auto de S. Lourenço, com menos personagens e cenas. Neste caso, os demônios dificultam os Reis Magos a encontrarem a manjedoura onde se encontra o Salvador. Este auto é em sua maioria escrito em Tupi, por razões óbvias de catequese.
Já o drama Na Vila de Vitória foi representado, como de hábito, no adro da Igreja de São Tiago por ocasião da chegada de um grupo de missionários europeus com destino ao Paraguai. Por esse motivo, a peça parece estar dirigida a um público feito exclusivamente de colonos, uma vez que faz muitas referências a acontecimentos então recentes das sociedades portuguesa e espanhola, além de mencionar os conflitos envolvendo colonos e índios. A apresentação tinha, em seus três atos, ações bastante complicadas decorrentes do fato de ser crivada de personagens alegóricas: o Mundo e a Carne (dois demônios, respectivamente), a Cidade de Vitória (uma nobre dama), o Governo (um senhor muito digno), a Ingratidão (uma bruxa), o Amor a Deus, o Temor a Deus, São Vitor e o Embaixador do Prata (cujo objetivo era levar as relíquias de São Maurício, cujo martírio é narrado na encenação).
Em Recebimento que fizeram os índios de Guaraparim ao Padre Provincial Marçal Beliarte, Anchieta cria divertidos diálogos entre demônios que prometem levar muitos pecadores locais para os infernos, além de cânticos de arrependimento dos indígenas que um dia foram antropófagos.
Na visitação de Santa Isabel, considerada última obra do jesuíta, é um diálogo em espanhol que narra o encontro da Virgem Maria com sua prima, Isabel (mãe de São João Batista). Finalizada por uma procissão solene, a encenação era para celebrar a construção de uma Santa Casa de Misericórdia, com data e local de representação obscuros.

## Teatro Secular Colonial

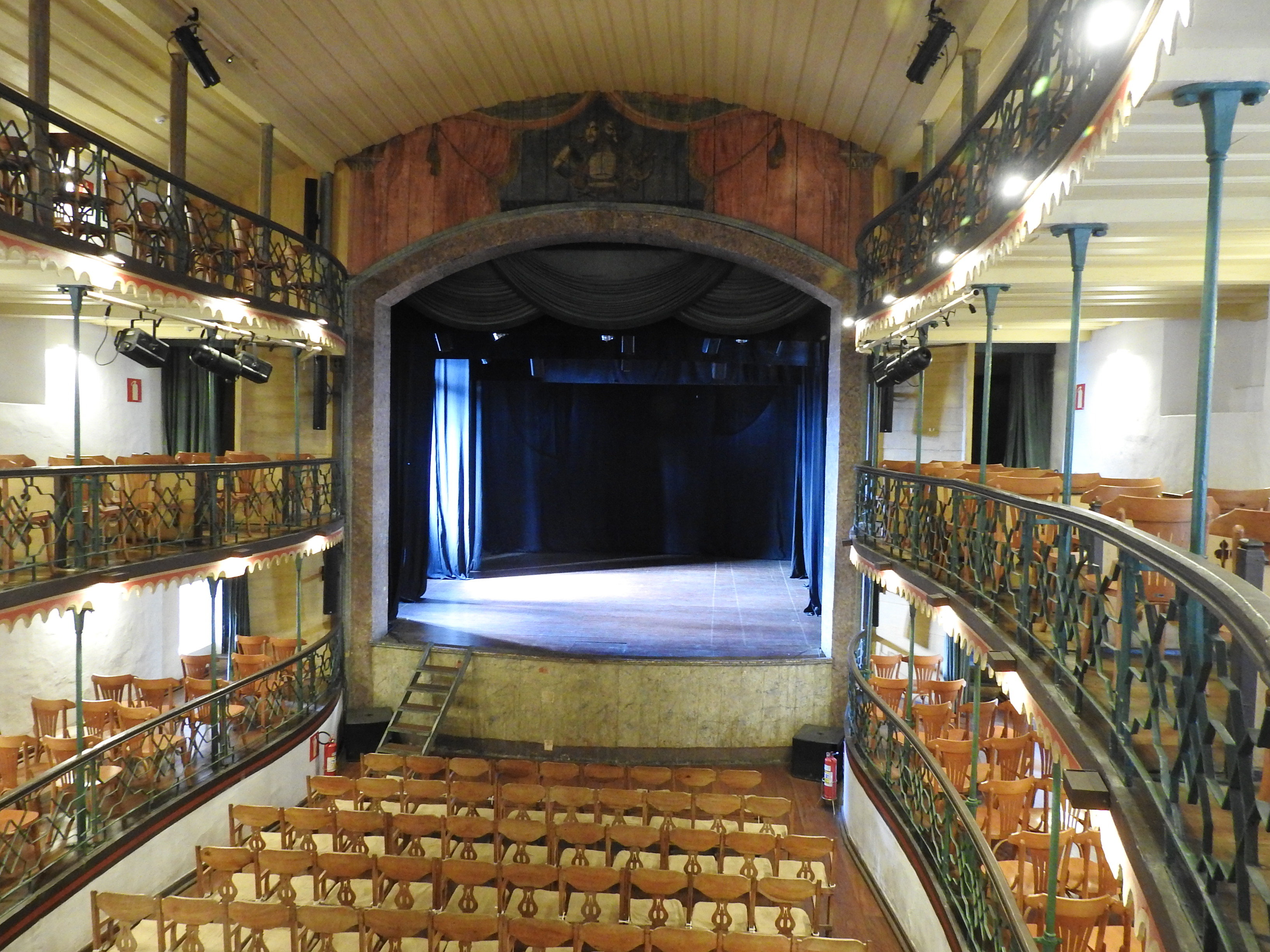
Casa da Ópera de Vila Rica, atual Teatro Municipal de Ouro Preto, em Minas Gerais.

Durante o Brasil Colônia, sob a egemonia católica, a arte sacra imperava. Formas de arte seculares, foram desenvolvendo-se no Brasil em regiões mais abastadas e que estivessem mais próximas das inovações artísticas que emergiam na Europa, como o neoclassicismo. É justamente na pujante Vila Rica, no auge do ciclo do ouro de Minas Gerais, que em 1770 é inaugurado a Casa da Ópera de Vila Rica, considerado o teatro mais antigo das Américas. E a Casa de Ópera de Sabará, também em Minas Gerais, a segunda mais antiga do Brasil.

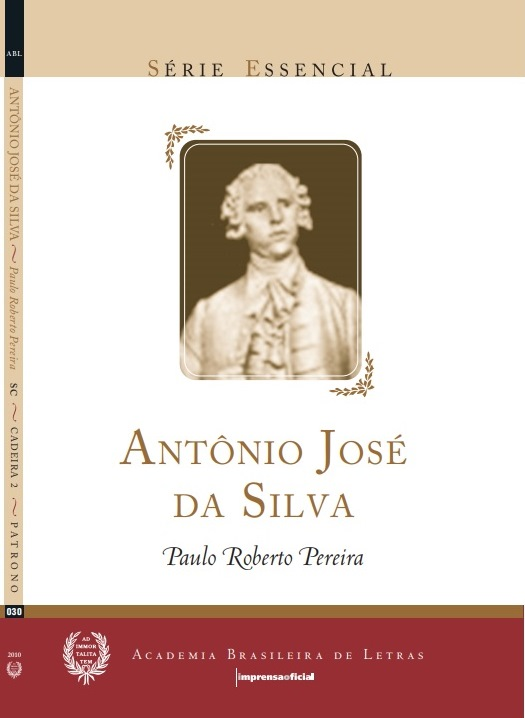
O dramaturgo António José da Silva, o Judeu, sendo referenciado pela Academia Brasileira de Letras.

Porém, devido a falta de estruturas e incentivos necessários, e pela dinâmica geral de ascensão colonial, houve muitas fugas de artistas brasileiros para metrópole, Portugal. Um dos primeiros exemplos foi o caso da cantora lírica Joaquina Lapinha, nascida em Minas Gerais, foi a primeira brasileira a ganhar os palcos europeus no final do século XVIII, suas apresentações foram registradas em inúmeros jornais da época. Outro caso, mais emblemático foi o do dramaturgo António José da Silva, o Judeu, nascido em São João de Meriti, no Rio de Janeiro, foi perseguido ao longo de sua vida, pela sua fé e por suas peças críticas e polêmicas, sendo um precursor da modinha, estilo musical que mesclava elementos luso-brasileiros. Buscou refúgio em Portugal, porém acabou sendo brutalmente morto pela Inquisição em 1739.

## Teatro Real Joanino

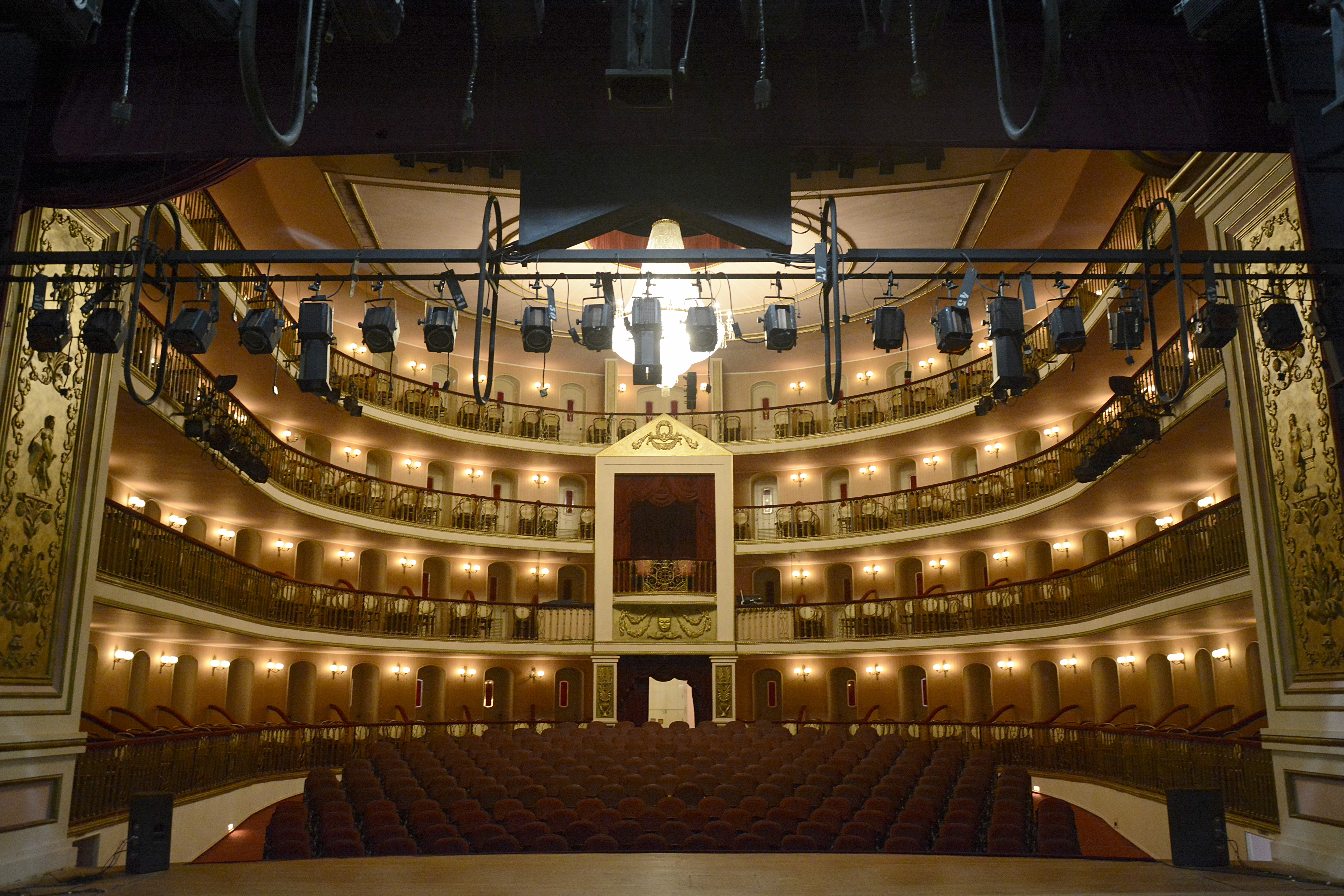
Interior do Teatro Arthur Azevedo, em São Luís do Maranhão, inaugurado em 1817.

Com a solidificação das ricas elites escravocratas coloniais no final do século XVIII e início do século XIX, cidades portuárias como Rio de Janeiro, Salvador e São Luiz, passaram por processos de modernização aos moldes da reconstrução de Lisboa (pós-Sismo de 1755), como base desse processo estava um afastamento de tradições medievais católicas e forte estradificação, construir espaços públicos esclusivos para as elites regionais, como por exemplo o Passeio Público de 1783, no Rio de Janeiro, um dos parques públicos mais antigos das Américas. Inspirado pela elitização de grandes casas de ópera, como o Teatro alla Scala, em Milão, o Brasil passou a edificar grandes teatros capazes de exalar a opulência cultural e arquitetônica das elites dessas crescentes cidades.

A partir de 1806, a elite soteropolitana iniciou a construção do Teatro São João, na atual Praça Castro Alves, em Salvador, Bahia. Como um espaço para manifestações culturais que exaltassem o alto requinte local e imbuído de um nascente teor nativista local, que no caso de Salvador, este movimento atingiria seu ponto máximo na Guerra de Independência da Bahia em 1823. Entretanto o teatro só conseguiu ser inaugurado em 1812 através de uma loteria, e também o incentivo do então príncipe regente D. João VI, homenageado com o nome do teatro. O teatro foi demolido após um incêndio em 1923.

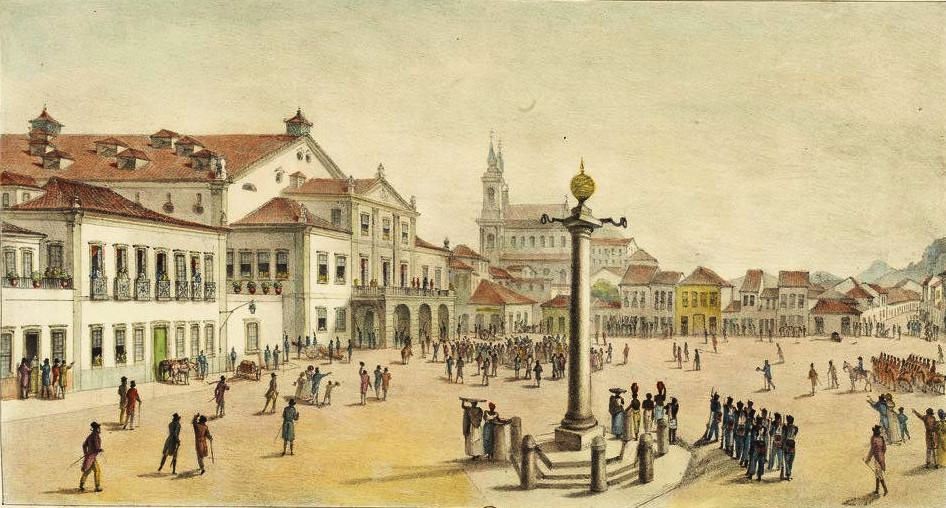
Vista do Real Teatro de São João, atual João Caetano, Rio de Janeiro. Pintura de Jean Baptiste Debret (cerca de 1834).

A transferência da corte portuguesa para o Brasil em 1808, foi uma importante virada para as artes cênicas no país, principalmente para nova capital do Império Português, a antiga capital colonial do Rio de Janeiro. Dentre as inúmeras reformas encabeçadas por D. João VI, para sua nova capital, estava em transformá-la numa novíssima metrópole europeia, com Escolas Régias de Artes e Medicina,  Jardim Botânico, Biblioteca e Museu Nacional, e é claro um grande teatro régio capaz de receber grandes peças e óperas que eram montadas em toda Europa, basicamente colocar o Brasil nas recentes rotas de turnês teatrais globais. Este novo teatro, inspirado pelo novíssimo Teatro de São Carlos, em Lisboa, foi nomeado como Real Teatro de São João, na atual Praça Tiradentes, Rio de Janeiro, em um antigo espaço de execuções públicas, como o enforcamento do conjurado mineiro Tiradentes. Seu papel foi cumprido, se tornou, sem dúvidas, o teatro mais importante do Brasil ao longo do século XIX, sendo inicialmente o palco das obras de um dos maiores dramaturgos e compositores portugueses, Marcos Portugal, que a convite de D. João VI, assumiu o comando do teatro até a sua morte em 1830.

## Diversificação do Teatro Imperial

Entrada da Academia Imperial de Belas Artes, com estátua do ator João Caetano, interpretando "Oscar, filho de Ossian", foi esculpida por Chaves Pinheiro em 1860. Fotografia de Marc Ferrez, de 1891.

Como parte do processo de Independência do Brasil em 1822, um dos grandes movimentos levantados foi a formalização de uma identidade nacional, e as artes cênicas tiveram um papel fundamental neste processo, afinal em um país de maioria analfabeta, era no teatro que grande parte da população tinha acesso à obras literárias românticas de grandes autores ufanistas. Como parte deste movimento, houve por parte do governo e da própria população, democratizar o acesso ao teatro e descentralizar os teatros de alto nível no recém país continental independente (fortalecendo a união nacional), cumprindo uma das funções políticas mais importantes das artes cênicas, como espaço de comunicação e debate de pautas de grande interesse de boa parte da população, como ocorria no berço do teatro ocidental, na Grécia Antiga, como o Teatro de Dionísio, em Atenas.

O principal teatro da agora capital do Império do Brasil, como parte dessas transformações, não só deixou de ser Real Teatro de São João (remetendo a D. João VI) e passou a ser Imperial Theatro São Pedro de Alcântara (remetendo a D. Pedro I), mas também abriu suas portas para artistas nacionais em formação. Desde as reformas de D. João VI, estimular a formação de artistas foi uma das grandes renovações incentivadas pela coroa,  como a Missão Artística Francesa. No Império, este processo ganhou ainda mais mais força com a estruturação da Academia Imperial de Belas Artes, influenciada pelas Academias Francesas, estas instituições tinham como objetivo desmonopolizar a educação artística da Igreja Católicas, e formar uma classe artística acadêmica pautada em ideais nacionais. Um dos artistas mais destacados que, por incentivo do próprio imperador D. Pedro II, ganhou reconhecimento internacional, foi o maestro campineiro Carlos Gomes, com a ópera baseada no livro indigenista de José de Alencar, "O Guarani", que estreiou em 1870, no já citado grande templo da ópera, La Scala, em Milão.

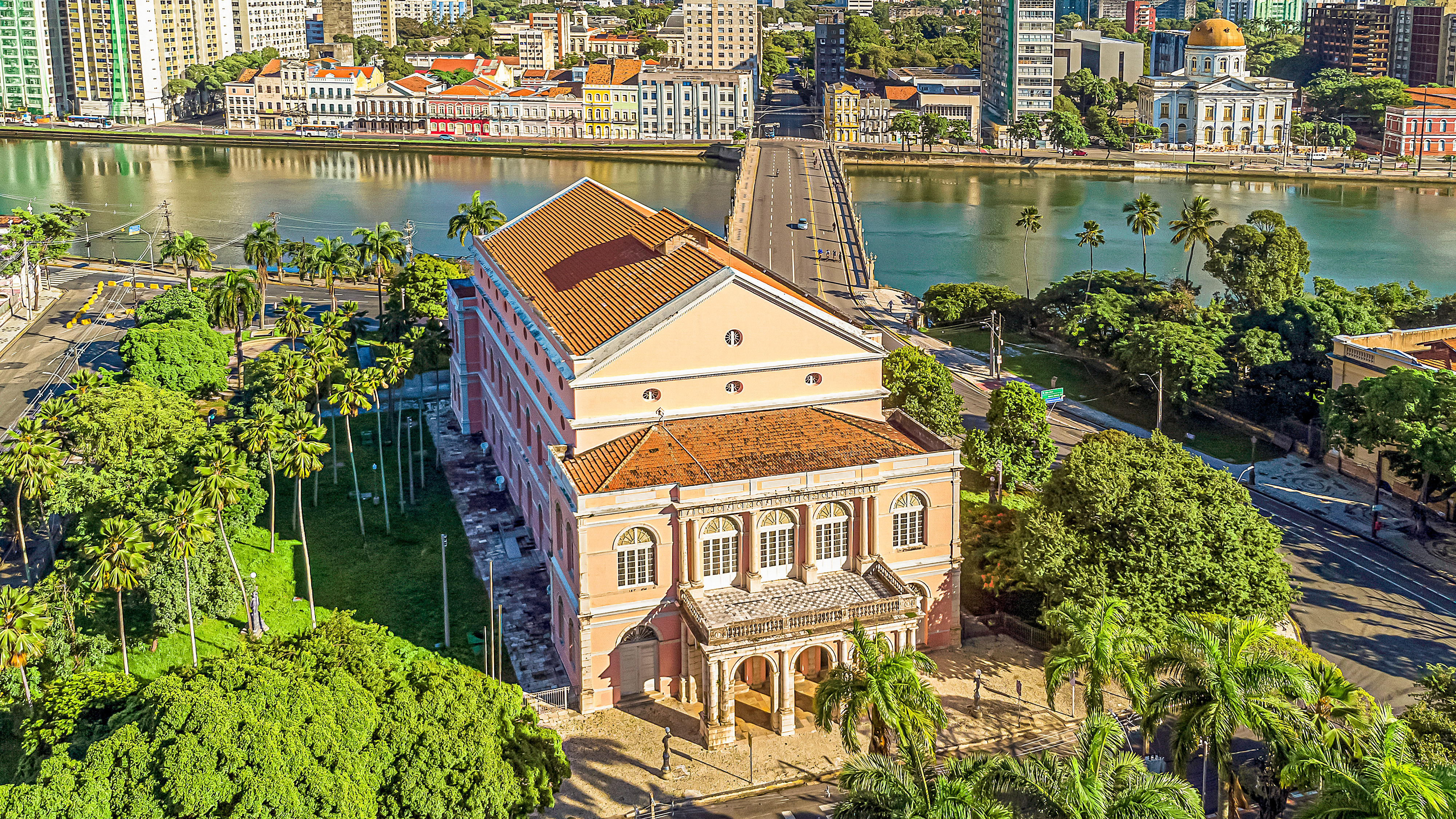
Teatro Santa Isabel, em Recife, inaugurado em 1850, em homenagem a Princesa Isabel.

Dentre os inúmeros artistas de destaque deste período, uma figura se sobrepõe, o grande ator fluminense João Caetano, considerado o "pai do teatro brasileiro", sua companhia de teatro foi responsável não só pelas primeiras montagens de obras shakespearianas no Brasil, mas também pelas estréias de pioneiras obras de grandes dramaturgos brasileiros, como a tragédia "António José, ou o Poeta e a Inquisição" (sobre o dramaturgo colonial já citado), de Gonçalves de Magalhães, considerada a primeira peça original do teatro brasileiro. E no mesmo ano de 1838, encenou a primeira comédia brasileira, "O Juiz de Paz na Roça", de Martins Pena. Todas encenadas no Teatro Imperial de São Pedro, na Praça Tiradentes (que se tornou polo cultural da cidade), atual Teatro João Caetano, em homenagem ao grande ator que lá realizou grandes performances.

### Teatro Popular

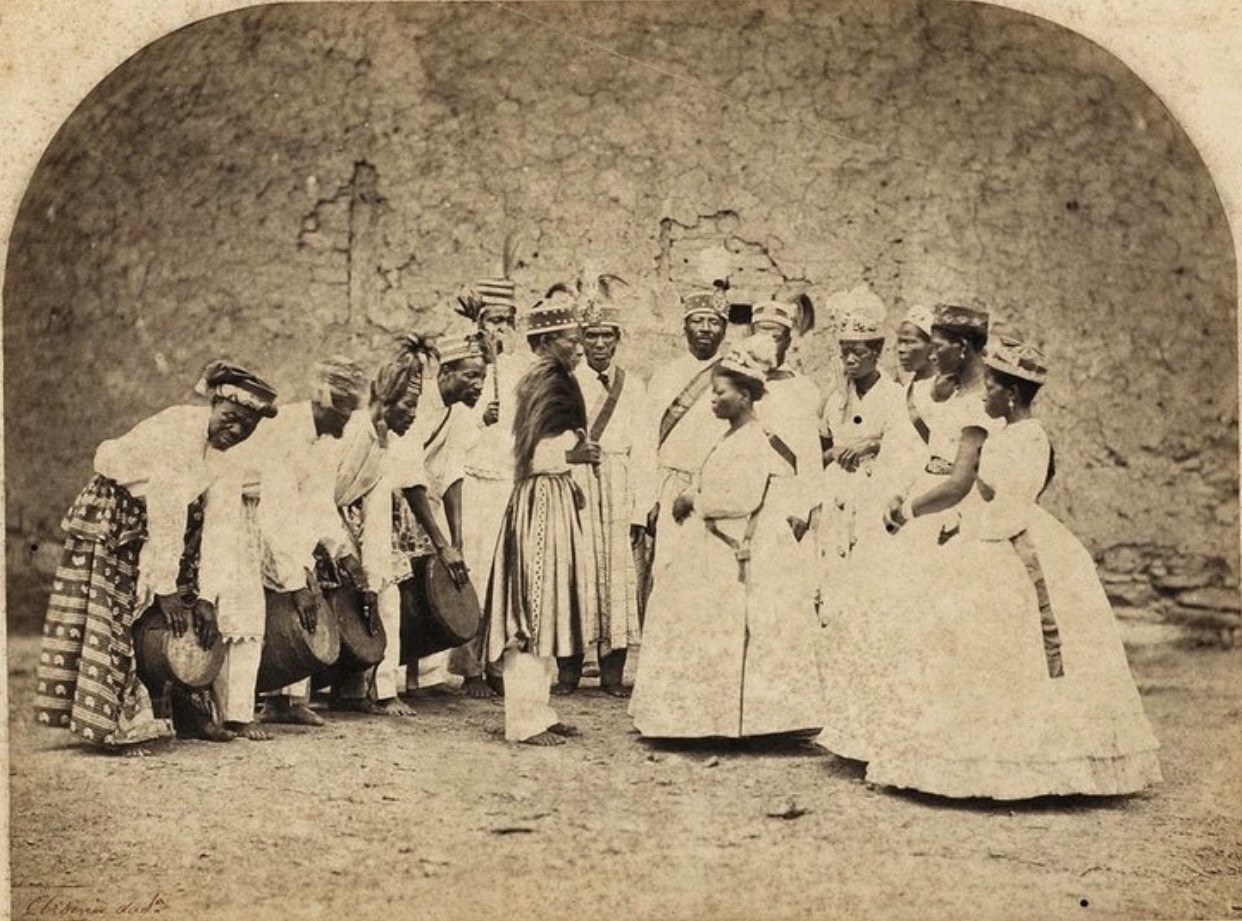
Congada, encenação da coroação dos Reis Católicos Africanos do Reino do Congo, em 1860. Fotografia de Arsênio da Silva encomendada pelo Imperador Dom Pedro II.

Como parte do movimento de busca de uma identidade nacional, ao longo do século XIX houve maiores estudos, pesquisas, e incentivos para artes populares regionais brasileiras, vigentes desde o início da colonização. Dirigido por instituições como o IHGB, o resgate dessas manifestações culturais ganharam destaque no cenário artístico nacional, folguedos, congadas, reisados, cavalhadas e outras manifestações folclóricas, foram peças chave para reaproximação das metrópoles tão europeizadas, com um Brasil profundo, no contexto pós-Revoltas Regionais Separatistas, e encabeçada pela imagem da figura estabilizadora e unificadora de D. Pedro II.

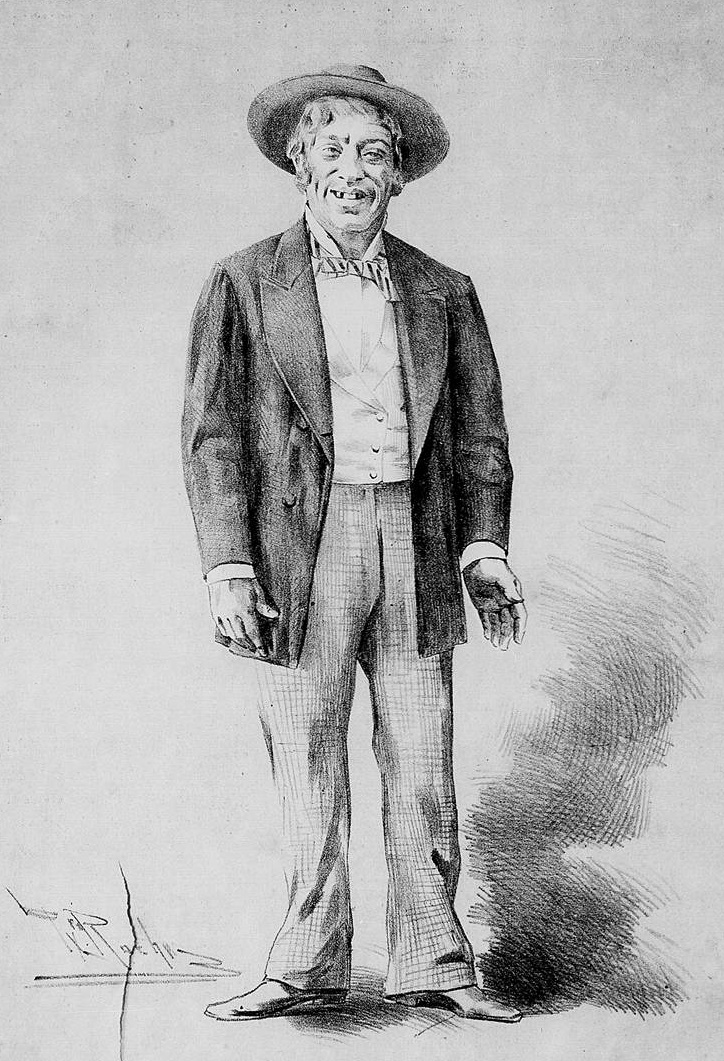
O ator Xisto Bahia (Teixeira da Rocha, Vida Fluminense, 08/02/1890.).

O advento da admiração pela arte popular nas grandes cidades, pode ser ilustrada pela história do multi-artista baiano Xisto Bahia, que ao longo do século XIX viajou em turnê por todo país com populares peças de teatro, entoadas pelas suas composições de lundu, estilo musical afro-brasileiro, como a primeira música gravada no Brasil, em 1902, sua composição "Isto é bom". Em 1880, no Rio de Janeiro, recebeu aplausos de D. Pedro II, pelo desempenho em "Os perigos do coronel", e nomeado pelo dramaturgo maranhense Artur de Azevedo, como o "ator mais nacional que tivemos".

### Artistas Internacionais

Theatro São Pedro, em Porto Alegre, inaugurado em 1833, é o teatro mais antigo do Sul do Brasil.

Como parte do desenvolvimento econômico e artístico do Império Brasileiro, e por incentivo da influente diplomacia estabelecida pela respeitada figura de D. Pedro II, inúmeros artistas europeus buscaram no país a oportunidade de estrelato na carreira em diferentes teatros que se estabeleciam por todo país. O casal de cantores líricos italianos Gaetano e Isabel Ricciolini, pais da atriz Clara Ricciolini (última mulher do ator João Caetano), que foram pioneiros na montagem das óperas “Don Giovanni”, de Mozart, e "Il Barbiere di Siviglia”, de Rossini, no Rio de Janeiro e Salvador. Desde 1849, a atriz portuguesa Maria Velluti, esposa do renomado ator brasileiro Joaquim Augusto Ribeiro de Sousa, destacava-se com o novo estilo de teatro realista, introduzido no Brasil pelo ator português Furtado Coelho. Em 25 de junho de 1885 e em 6 de janeiro de 1886, atuaram no atual Teatro João Caetano, as duas maiores atrizes do século XIX: Eleonora Duse e Sarah Bernhardt.

## Belle Époque Teatral

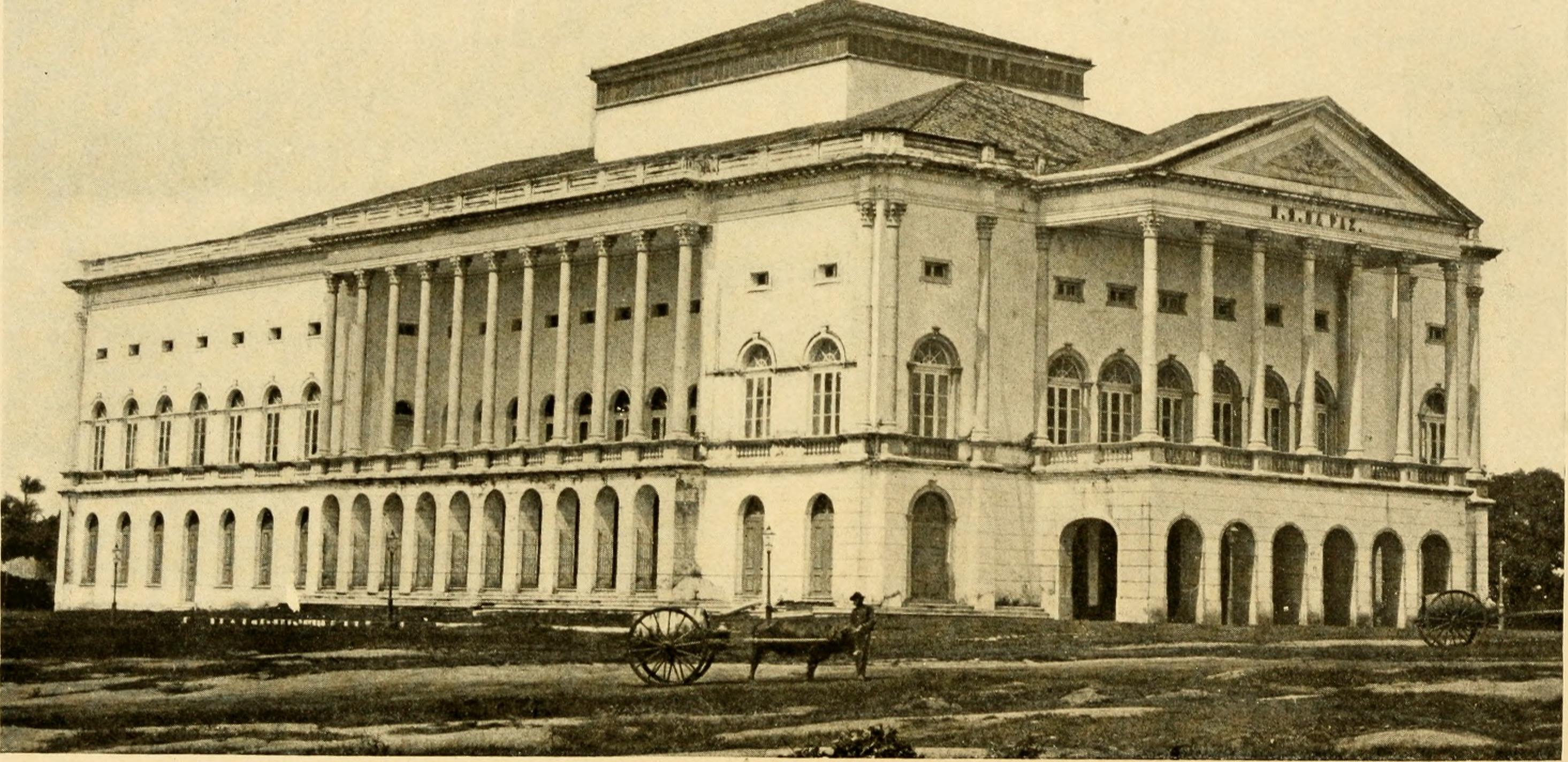
Theatro da Paz, em Belém do Pará. Inaugurado em 1878, o primeiro teatro de ópera da Amazônia. Fotografia de 1907.

O final do século XIX foi marcado por grandes transformações no Brasil e no mundo, a industrialização e o hedonismo ditavam as relações sociais e políticas. Como parte dessa transição, o desgaste econômico e político do Império, pós-Guerra do Paraguai e Lei Áurea, se viu suprimido pela crescente imigração e influência das elites cafeeiras e da borracha, que influíram na Proclamação da República em 1889. O período da Primeira República, foi marcado pela modernização e segregação, baseados nos modismos higienistas e eugenistas da imperialista Europa da Belle Époque. Esses ideais irremediavelmente, impactaram as diferentes formas de artes cênicas no Brasil, onde teatros populares e de vanguarda foram ganhando maior espaço no cenário artístico tradicional.

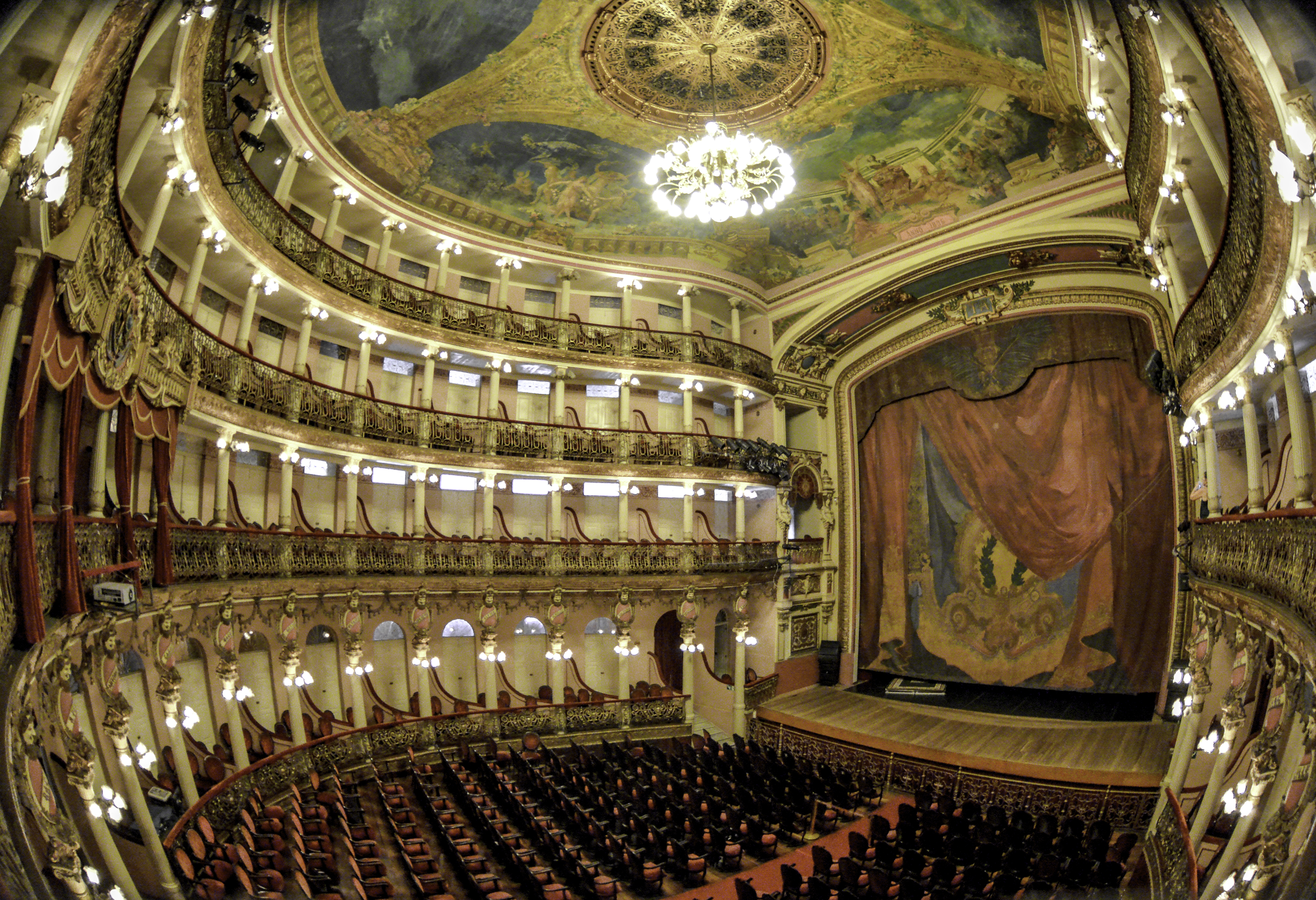
Suntuoso Salão de Espetáculos do Teatro Amazonas, em Manaus. Inaugurado em 1896, símbolo do apogeu do ciclo da borracha.

Um dos grandes núcleos da pujante Belle Époque brasileira, foi a Amazônia no auge do ciclo da borracha. As capitais do Norte do Brasil, como Belém e Manaus, que até então se reduziam a isoladas cidades colonias, em um curto período se tornaram grandes metrópoles cosmopolitas do Brasil. É neste contexto, como parte do renovador processo de urbanização, que grandes teatros líricos são construídos na região, com destaque o Theatro da Paz em Belém do Pará, e o grandioso Teatro Amazonas em Manaus. Esses dois teatros monumentais inseriram o Norte do Brasil no cenário operístico internacional, e exaltaram a pompa dos chamados Barões da Borracha.

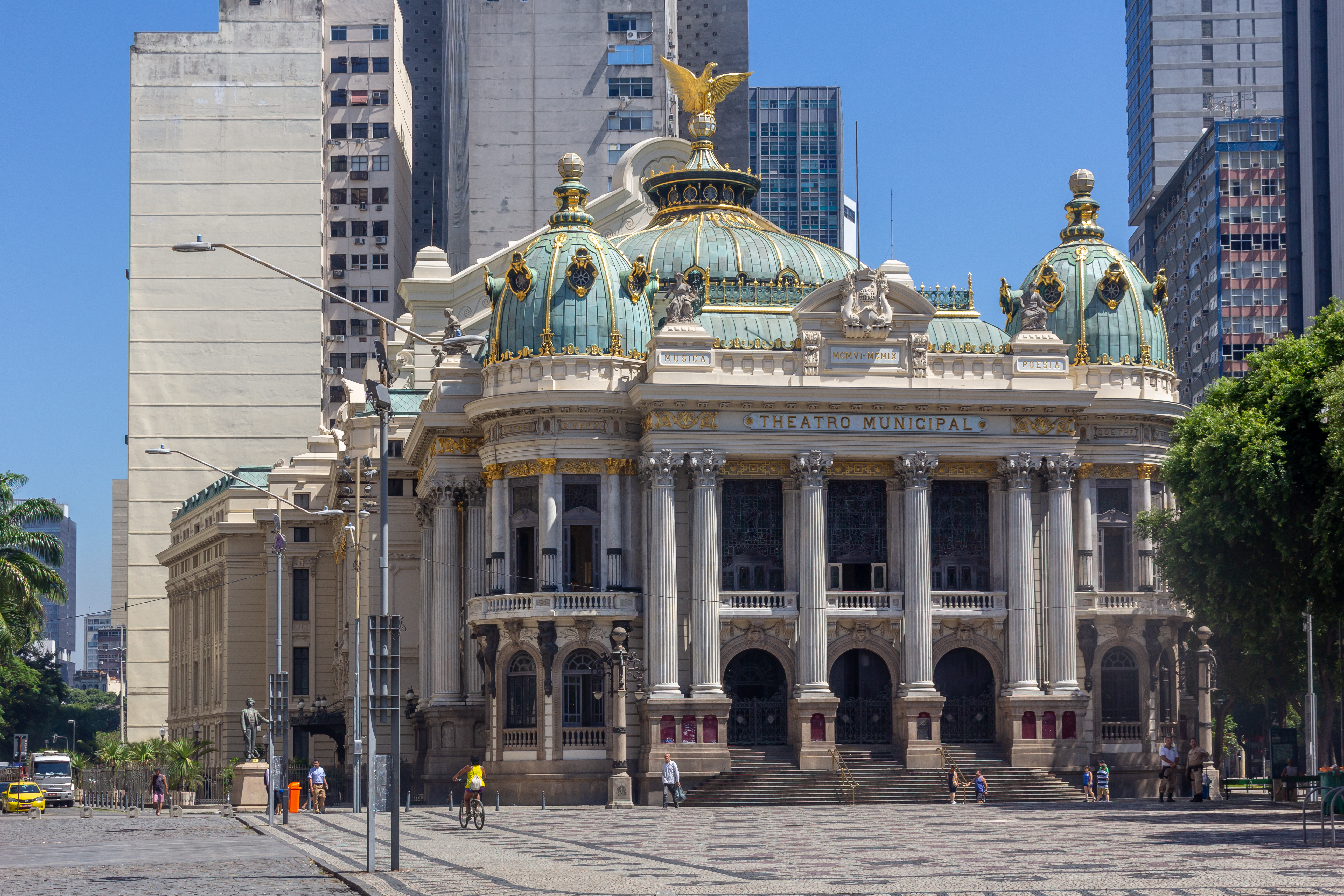
Theatro Municipal do Rio de Janeiro, na Cinelândia, foi inaugurado em 1909, no estilo da Belle Époque.

A Primeira República, em seu novo projeto de país, encabeçado pelas oligarquias regionais, buscou ultrapassar o passado colonial/imperial recente do Brasil, sendo a grande riqueza obtida do ciclo do café o grande propulssor para a revitalização de polos políticos como o Rio de Janeiro e São Paulo. Essas cidades passaram por grandes obras de urbanização, aos moldes das renovações de Paris e Londres, e os ricos governos regionais empreenderam a construção de cassinos e teatros mais sofisticados e ecléticos, como espaços de importantes encontros entre as elites locais. Estes espaços foram corporificados nas cidades, através do Theatro Municipal do Rio de Janeiro e o Theatro Municipal de São Paulo, ambos inspirados na Ópera Garnier, que passaram a centralizar as altas manifestações culturais do início do século XX, no espectro local e nacional.

### Teatro de Revista

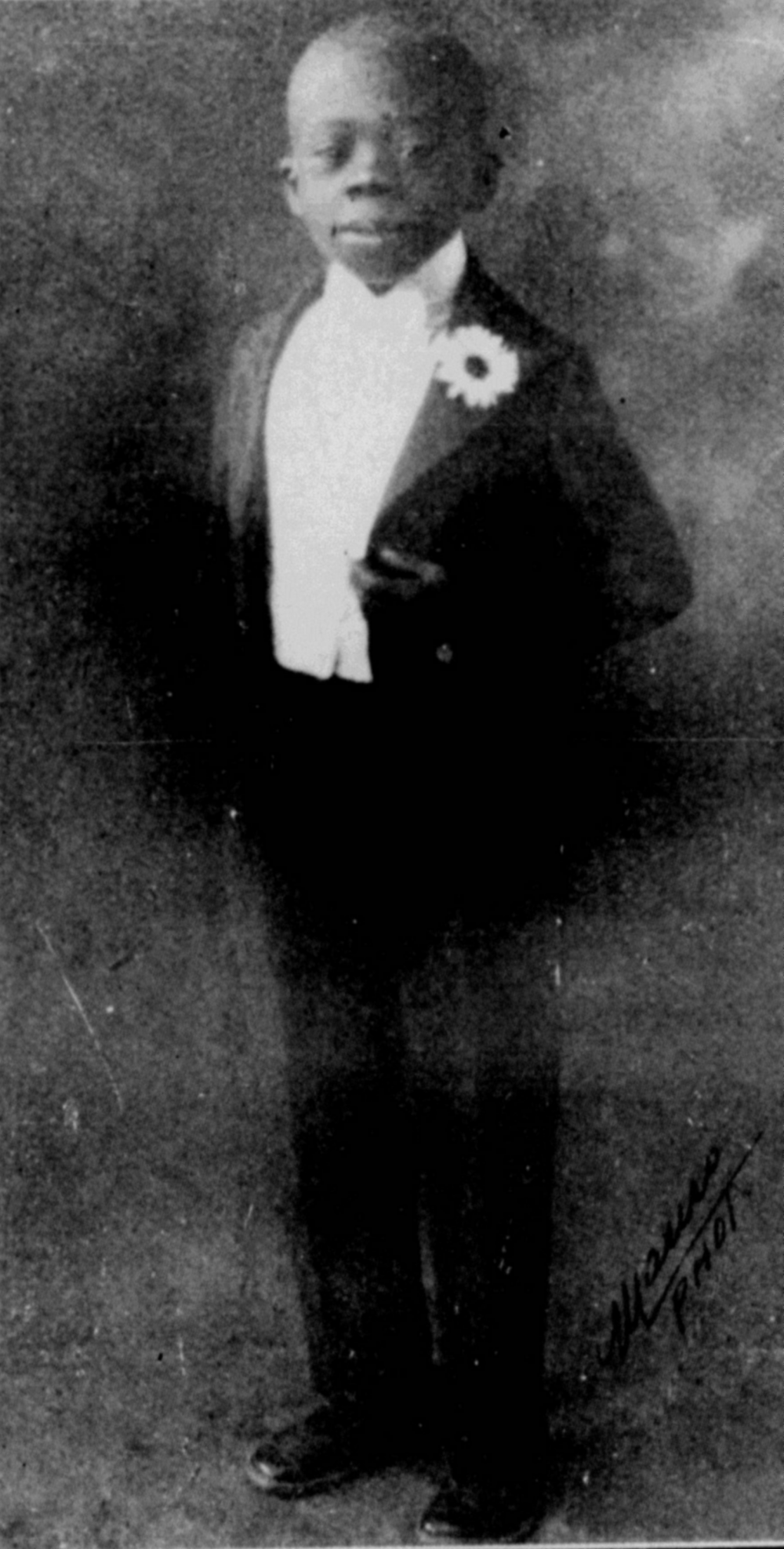
Grande Otelo, em 1927, na Companhia Negra de Revistas, um marco inicial em sua trajetória e na representatividade negra no teatro brasileiro.

A crescente elitização dos centros históricos das metrópoles brasileiras, fortaleceu um processo segregacional dos espaços culturais. Os antigos polos artísticos como a Praça Tiradentes no Rio de Janeiro e o extinto Teatro São José em São Paulo, entraram em decadência. Porém, a marginalização dessas regiões, fortaleceu novos gêneros do teatro popular, operetas e comédias tipicas da cultura Vaudeville, dos cabarés parisienses, ganharam roupagens brasileiras em um gênero conhecido como Teatro de Revista, que dominou o cenário teatral do entretenimento, e impactou toda arte brasileira da primeira metade do século XX.

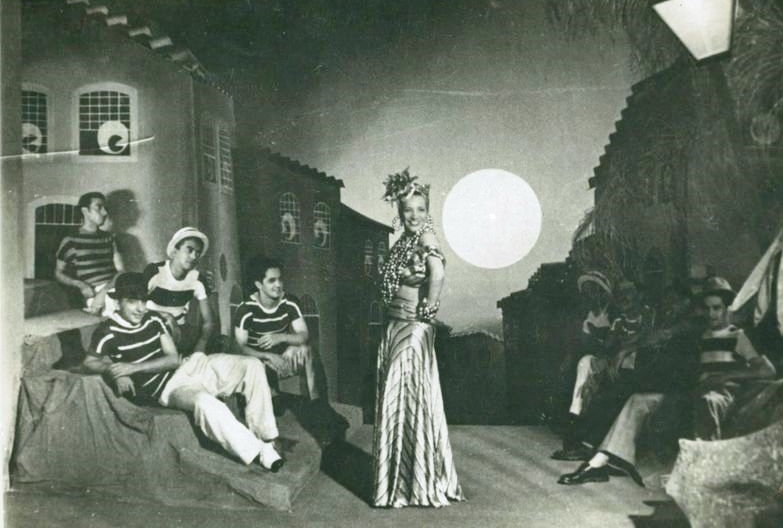
Carmen Miranda, trajada de baiana no filme "Banana da Terra", de 1939. Exemplo filmado do típico teatro musical de revista.

O Teatro de Revista, serviu como berço para notórios artistas que se destacaram em diferentes meios artísticos no Brasil, e no mundo. Por exemplo, grandes atores e vedetes como Procópio Ferreira, Virgínia Lane, Grande Otelo,  Dercy Gonçalves e Mário Lago, iniciaram suas carreiras em companhias como as de Walter Pinto e Oduvaldo Vianna. E também foi nos palcos como o do Cassino da Urca, que a estrela Carmen Miranda, performou grandes musicais carnavalescos, que seria o principal gênero do nascente Rádio e Cinema Nacional, como o espetáculo "Banana da Terra", de 1939 (com música do jovem baiano Dorival Caymmi), onde o número "O que é que a Baiana tem?" levaria a pequena notável aos palcos da Broadway.

## Teatro Moderno

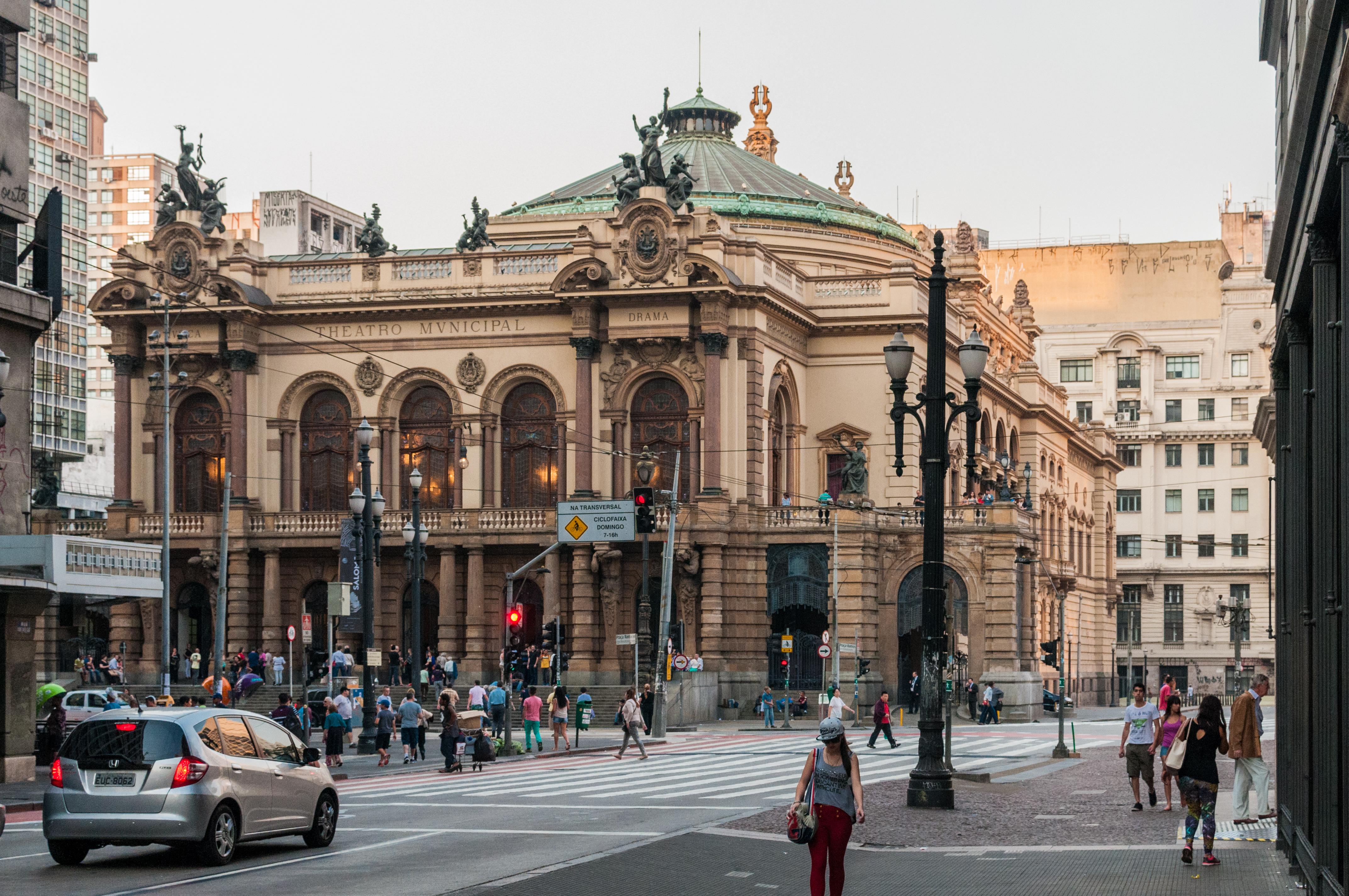
Theatro Municipal de São Paulo, inaugurado em 1911, um dos espaços culturais mais relevantes do Brasil.

Foi no novíssimo Theatro Municipal de São Paulo, onde ocorreu o evento que inaugurou o movimento modernista no Brasil, a Semana de Arte Moderna de 1922. Foi financiado pela elite paulista que haviam enriquecido com a produção cafeeira, e incentivou autores de vanguarda como Mário de Andrade e Oswald de Andrade, este último também dramaturgo, em 1937, publicou a peça "O Rei da Vela", obra que aborda as transformações do Brasil no Estado Novo, encenada apenas em 1967 por Zé Celso.
Após um início de impacto modesto do modernismo no teatro brasileiro, as obras revolucionárias do dramaturgo recifense Nelson Rodrigues, marcaram de fato o início do processo de modernização do teatro brasileiro. Em 1943, o sucesso da peça "Vestido de Noiva", trouxe uma renovação nunca vista nos palcos brasileiros, um drama psicológico em um cenário de multiplanos psíquicos, colocaram Rodrigues como maior dramaturgo brasileiro do século XX.

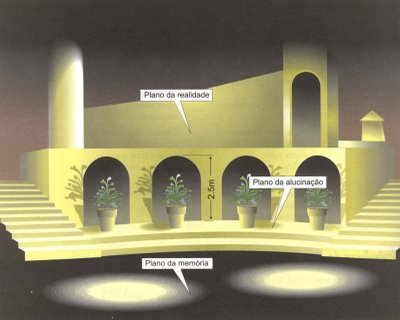
Três planos do palco em que a peça "Vestido de Noiva" (1943), é encenada.

A influência modernista no teatro nacional seguiu por todo século XX, com temáticas e técnicas revolucionárias, que distanciavam de padrões ultrapassados da dramaturgia. Os movimentos expressionistas, experimentalistas, de improvisação e visceralidade ganham maior espaço, inicialmente nos chamados teatros amadores. Estas inovações ganhavam força a partir da profissionalização teatral, novos espaços e companhias abriram as portas para as mais recentes inovações nas artes cênicas, como: o Teatro Experimental do Negro, fundado em 1944 por Abdias do Nascimento e sua esposa Maria Nascimento, onde as atrizes Ruth de Souza e Léa Garcia, iniciaram suas grandiosas carreiras; "O Tablado", escola de 1951, fundada por Maria Clara Machado, referência no teatro infantil; e a Fundação Brasileira de Teatro, fundada pela atriz Dulcina de Moraes em 1955. Outro espaço de grande destaque foi o Teatro Brasileiro de Comédia (TBC), fundado em 1948, em São Paulo, pelo rico empresário italiano Franco Zampari, foi o local de formação de grandes nomes da dramaturgia brasileira, com Cacilda Becker, Paulo Autran, Cleyde Yáconis, Tônia Carrero, Natália Timberg e Fernanda Montenegro, atuando e lecionando na precursora Escola de Arte Dramática (atual EAD-USP), no último andar do TBC, ou em peças como "O Pagador de Promessas", do grande dramaturgo baiano Dias Gomes, que estreio no TBC em 1960.
O Brasil nas décadas de 50 e 60, foi marcado pelo desenvolvimentismo de intensa industrialização, a fundação da Petrobras em 1953 por Vargas e a construção de Brasília em 1960 por Juscelino Kubitschek, marcaram um momento de grande modernização e crescimento econômico. No âmbito cultural não foi diferente, novas formas de comunicação e arte se iniciavam no país, a televisão e o cinema ganhavam maior força, mas não se desvincularam de suas bases dramáticas teatrais em constante mudança, um exemplo dessa relação foram os programas de teleteatro e adaptações para esses novos meios de comunicação, como o Grande Teatro Tupi, idealizado pelo ator Sérgio Britto, na década de 1950, com um elenco com os maiores nomes do teatro brasileiro da época.

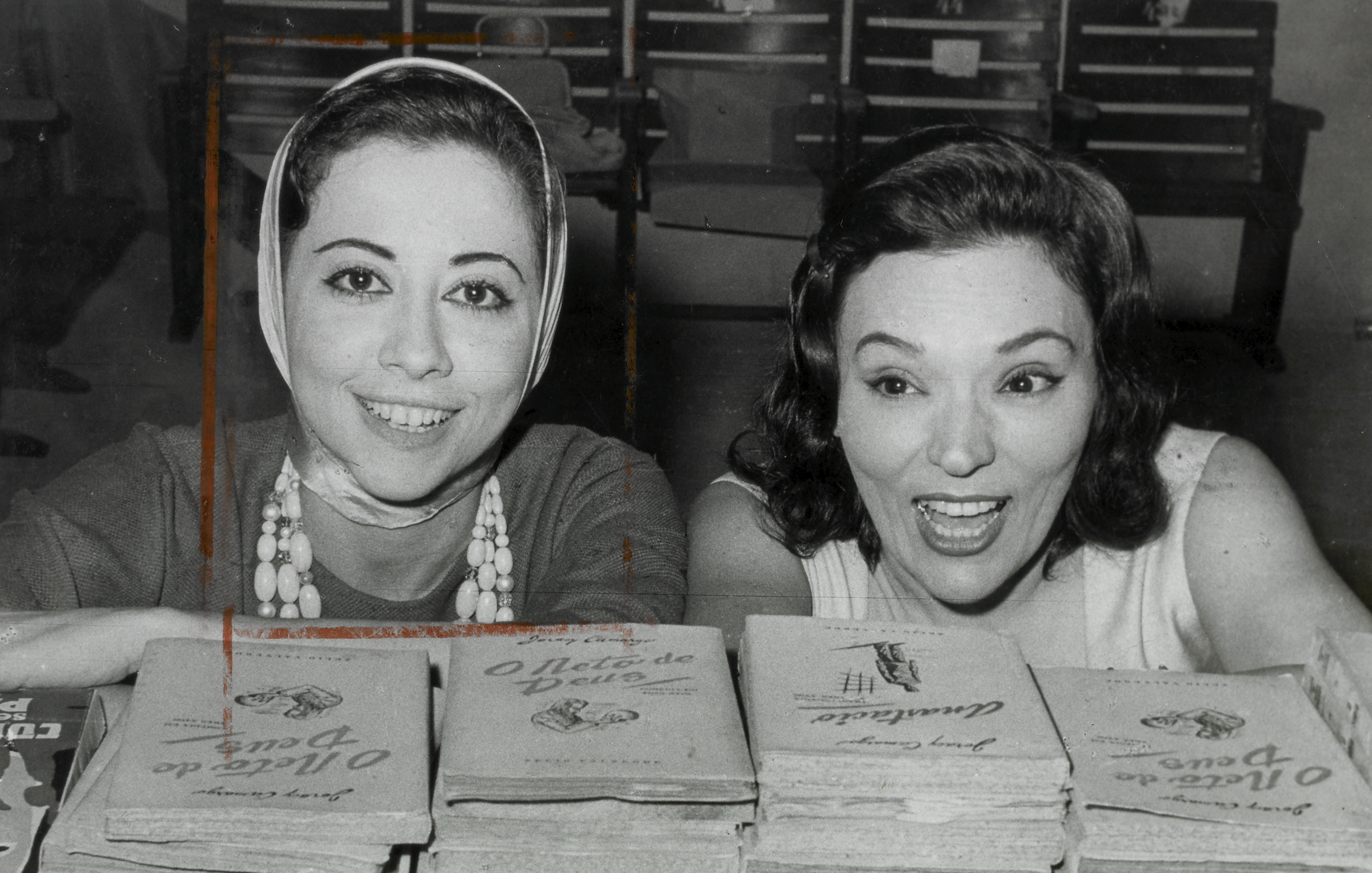
Fernanda Montenegro e Bibi Ferreira, em 1972, consideradas as maiores atrizes brasileiras. Arquivo Nacional.

### Teatro de Resistência
O rápido crescimento econômico do Brasil nos 50 e 60, também intensificou longínquas questões sociais e políticas no país. A desigualdade social, reforma agrária e luta de classes foram ganhando cada vez mais espaço no debate intelectual, artístico e político, sob à luz da grande polarização global da Guerra Fria, o ativismo e tensões políticas intensificaram-se na sociedade brasileira do período. O ápice dessas tensões, foi um abrupto Golpe Militar em 1964, que já ameaçava a democracia desde o fim da Era Vargas. Este momento foi marcado por grande politização do meio artístico, que logo de início se mobilizou contra o autoritarismo, a opressão e principalmente a censura. As intervenções do Estado na cultura atingiram seu ápice com o Ato Institucional n°5, em 1968, que endureceu e institucionalizou a repressão política e a censura.

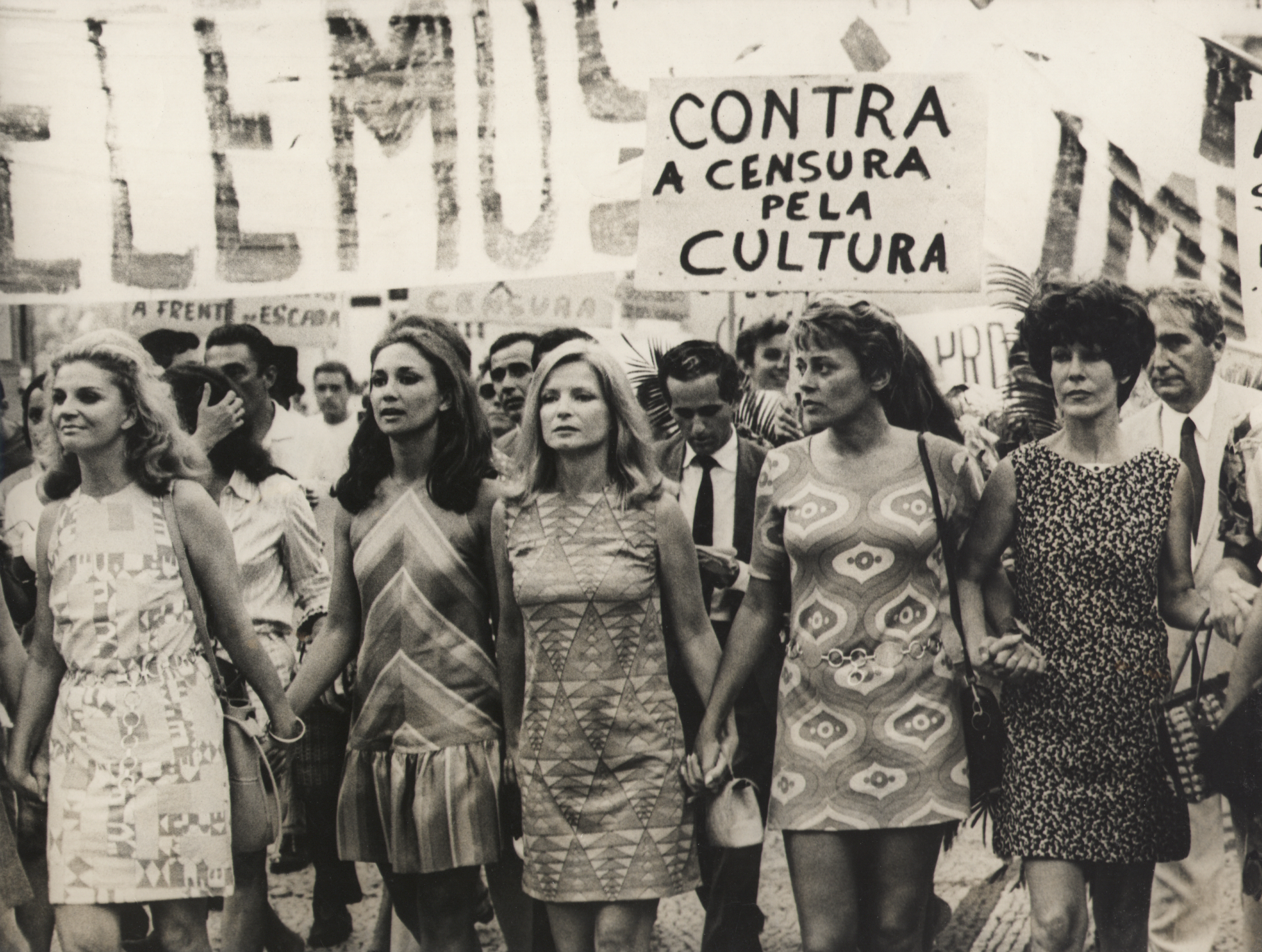
Grandes nomes da dramaturgia contra a censura: Tônia Carrero, Eva Wilma, Odete Lara, Norma Bengell e Cacilda Becker, em 1968, no Rio de Janeiro.

Neste contexto, o teatro se tornou uma das principais formas de resistência ao status quo ditatorial. Diferentes estilos teatrais emergiram, com técnicas artísticas que pudessem tecer críticas implícitas ao regime militar e a situação crítica do país, sem que a fiscalização da censura percebe-se. É deste conturbado período que teatros como o Teatro Oficina e o Teatro de Arena, ambos em São Paulo, tornaram-se grandes polos de resistência e de peças revolucionárias e engajadas, com shows manifesto como o "Opinião" e estilos inovadores como o chamado teatro do oprimido, do teatrólogo Augusto Boal, que foram duramente reprimidos. Outro marco foi a peça "Eles não Usam Black-tie", de 1958, escrita e atuada por Gianfrancesco Guarnieri, junto a Milton Gonçalves, Flávio Migliaccio, Oduvaldo Vianna Filho e Nelson Xavier no elenco, jogou luz às crescentes mobilizações grevistas e a alienação da juventude do período.

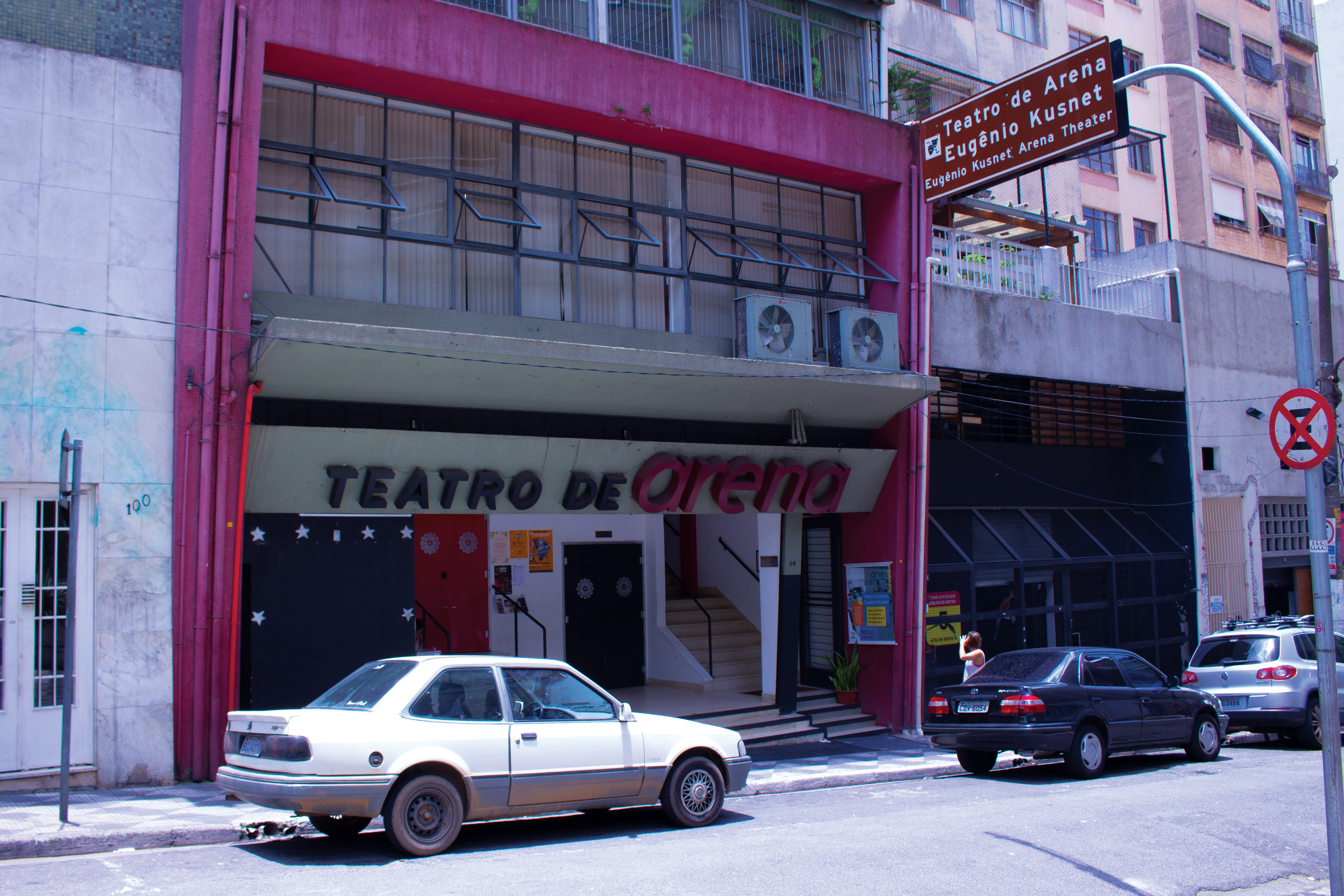
Teatro de Arena "Eugênio Kusnet", fundado em 1954, na Consolação, em São Paulo. (2013)

O chamado teatro de agressão e de enfrentamento no Brasil consolidou-se como um poderoso instrumento de contestação durante a ditadura militar, utilizando a metáfora, a sátira e a reinterpretação histórica como armas simbólicas contra a censura e a repressão. "O Auto da Compadecida", do autor paraibano Ariano Suassuna, estreada em 1956 no Teatro de Santa Isabel, em Recife, com Agildo Ribeiro como João Grilo, foi precursora dessa dramaturgia combativa, combinando elementos do cordel, do catolicismo popular e da crítica social, e logo ganhou projeção nacional por abordar com humor e profundidade a desigualdade e a moralidade no sertão nordestino, ganhando novos significados sob o regime autoritário, e tendo montagens censuradas em 1974 e 1978. Nos anos seguintes, nomes como Chico Buarque emergiram com peças emblemáticas da resistência cultural, como "Roda Viva" (1968), com direção de Zé Celso e as iniciantes atrizes Marília Pêra e Zezé Motta, a peça foi violentamente atacada pelo Comando de Caça aos Comunistas (CCC) e censurada por sua crítica à indústria cultural e à manipulação da imagem pública; "Gota d’Água" (1975), em parceria com Paulo Pontes, com a já aclamada atriz Bibi Ferreira, que transpunha a tragédia de Medeia para uma favela carioca, revelando a opressão de classe e gênero; e "Ópera do Malandro" (1978), encenado por sua esposa a atriz Marieta Severo e o ator Ary Fontoura, uma sátira da malandragem carioca e da hipocrisia das elites, que também tensionava as fronteiras entre música popular e teatro. 

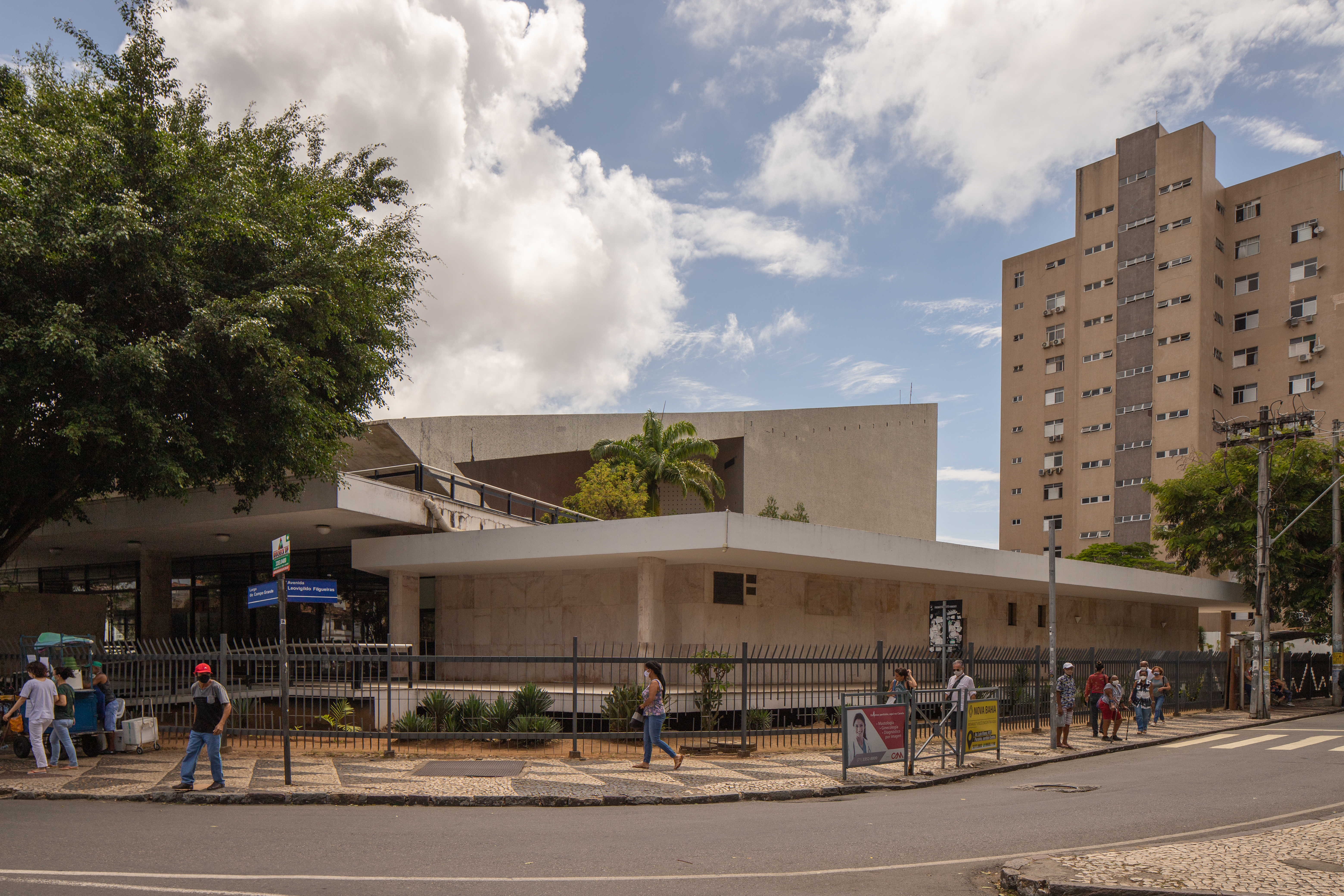
Teatro Castro Alves, inaugurado em 1967, em Salvador.

A repressão também atingiu peças que revisitavam criticamente a história nacional, como "Calabar: o elogio da traição" (1973), de Chico Buarque e Ruy Guerra, censurada antes da estreia por reabilitar a figura do traidor da Insurreição Pernambucana como símbolo de resistência, e os musicais “Arena conta Zumbi" (1965) e “Arena conta Tiradentes" (1967), ambos de Augusto Boal e Gianfrancesco Guarnieri, e com Lima Duarte e Dina Sfat no elenco, estabeleceram paralelos entre a Guerra dos Palmares e a Conjuração Mineira com a repressão contemporânea. Figura de destaque nesse cenário, Mário Lago já havia enfrentado a censura desde a Era Vargas e manteve firme sua militância intelectual e artística, sendo preso diversas vezes durante a ditadura por seu engajamento político e participação em peças e programas de cunho crítico. Sua trajetória simboliza a continuidade da luta pela liberdade de expressão no teatro brasileiro, que, mesmo sob censura e perseguição, persistiu como espaço de memória, denúncia e contestação política.

## Teatro Contemporâneo
O teatro contemporâneo brasileiro se desenvolve em estreita relação com os caminhos da história nacional a partir da redemocratização nos anos 1980. Após duas décadas de ditadura militar (1964–1985), o Brasil ingressa em um processo de reabertura política e efervescência cultural, ainda sob os efeitos de uma grave crise econômica, marcada pela hiperinflação, endividamento externo e profundas desigualdades sociais. Nesse cenário, o teatro emerge não apenas como arte, mas como forma de intervenção e reinvenção crítica do espaço público.

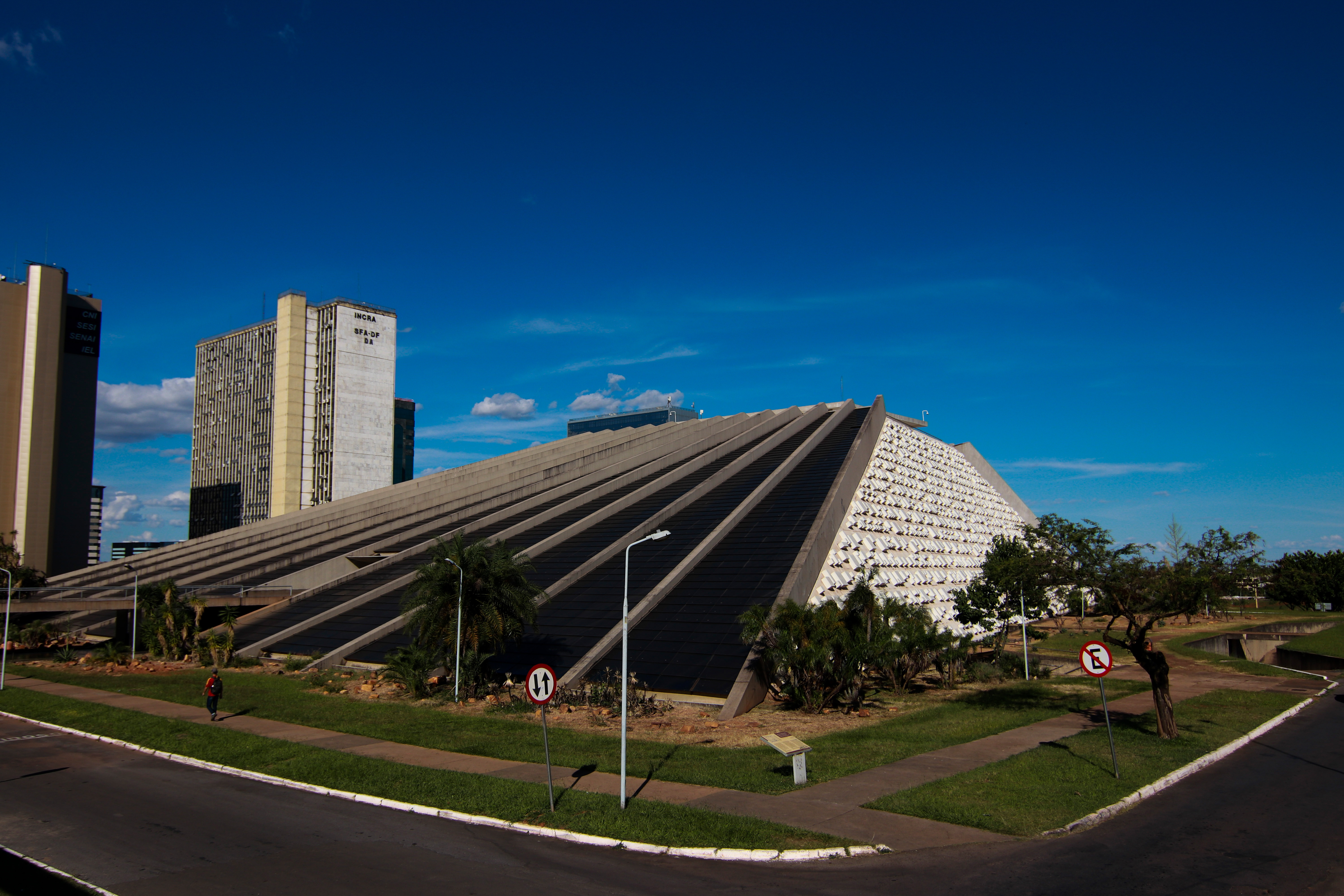
Teatro Nacional Cláudio Santoro, em Brasília. Projetado por Oscar Niemeyer, e inaugurado em 1981.

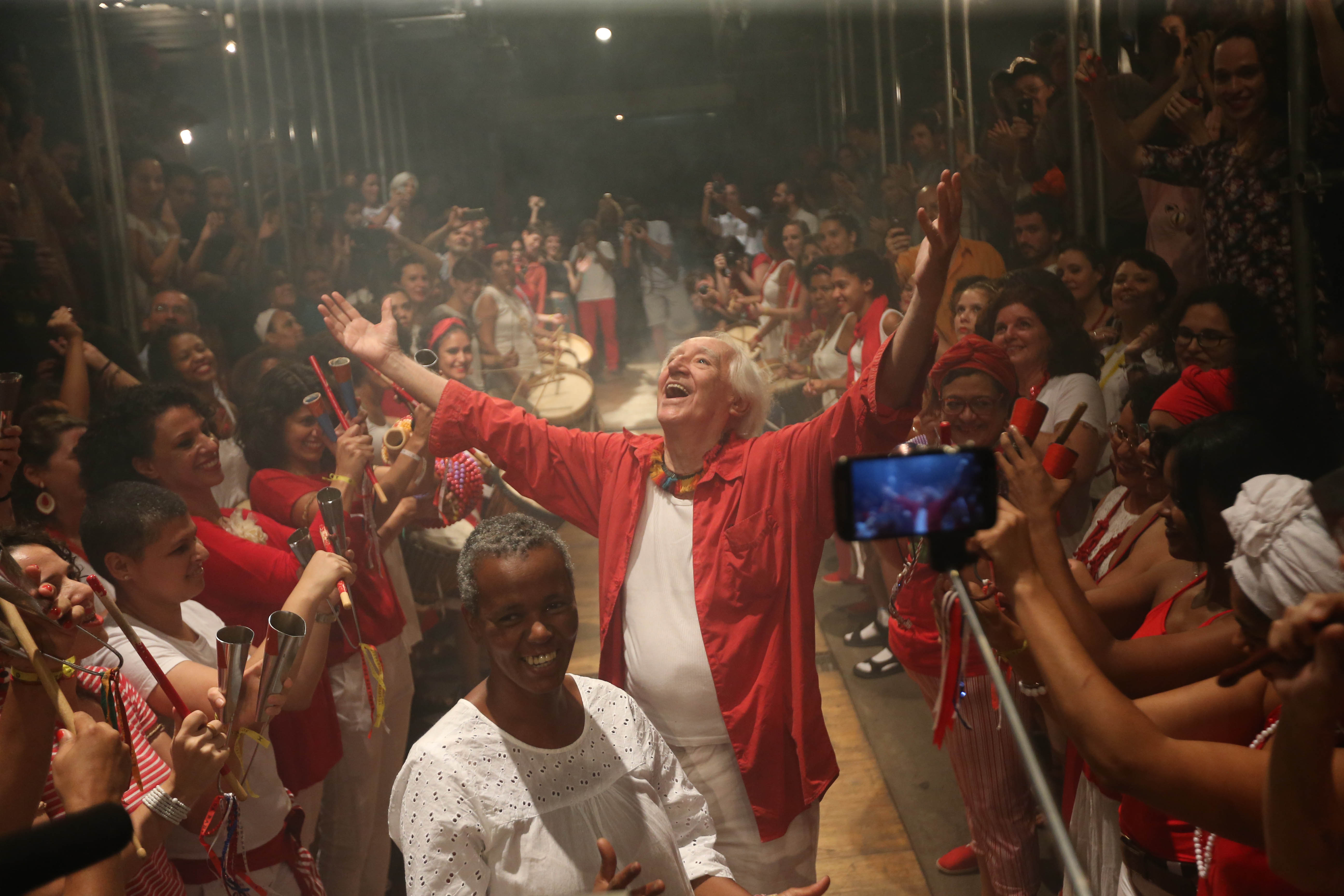
José Celso Martinez Corrêa, o "Zé Celso", em ato político no Teatro Oficina, em São Paulo. (2016)

A década de 1980 foi de intensa experimentação e retomada da liberdade artística. A censura prévia é extinta, permitindo o retorno de nomes como Zé Celso, que reativa o Teatro Oficina, símbolo de resistência cultural desde os anos 1960. A partir de montagens como As Bacantes e, mais tarde, Os Sertões, o Oficina constrói um teatro ritualístico, sensual e político, que confronta as estruturas autoritárias da sociedade brasileira e propõe uma estética antropofágica e libertária, unindo performance, música, erotismo e crítica social.
No Rio de Janeiro, o final da ditadura coincide com o surgimento de uma cena alternativa pulsante. Grupos como o Asdrúbal Trouxe o Trombone, revelando talentos como Regina Casé e Evandro Mesquita, unem teatro, música e cultura pop. Espaços como o Circo Voador, a Fundição Progresso e a Casa das Artes de Laranjeiras (CAL) tornam-se centros de aglutinação cultural, especialmente entre jovens, artistas e militantes. Essas estruturas produzem uma arte urbana, irreverente e engajada, que espelha a busca por novas formas de sociabilidade e identidade cultural no Brasil da redemocratização.
O movimento do teatro besteirol também ganha força nos anos 1980 como uma vertente cômica irreverente, caracterizada pelo humor escrachado, situações absurdas e diálogos ágeis, rompendo com o engajamento político do teatro de resistência da década anterior e conquistando um público amplo. Entre os marcos do gênero, destaca-se "Trair e Coçar É Só Começar" (1986), escrita por Marcos Caruso, que se tornou um fenômeno de público e uma das peças mais longevas da história teatral brasileira, com mais de três décadas em cartaz. Outro sucesso retumbante foi a adaptação "O Mistério de Irma Vap" (1986), de Charles Ludlam, estrelada por Ney Latorraca e Marco Nanini, cuja performance irreverente e camaleônica se tornou um dos ícones do besteirol. Este estilo de comédia influenciaria outros arrebatadores fenômenos posteriores como a peça "Cócegas", com Ingrid Guimarães e Heloísa Perissé, e "Minha Mãe é uma Peça", escrita e protagonizada por Paulo Gustavo, sucesso absoluto nos palcos e no cinema nos anos 2000 e 2010. O carisma do gênero que, com sua linguagem popular e descontraída, conquistou diversas gerações e consolidou-se como um dos pilares da comédia teatral no país.
Neste período também ocorre um movimento de modernização da arquitetura dos espaços cênicos, com a construção ou revitalização de teatros que se tornam marcos urbanos e culturais. É o caso do Teatro Nacional Cláudio Santoro, projeto de Oscar Niemeyer em Brasília, construído em 1981, ou do Teatro Guararapes, inaugurado em 1985 no Centro de Convenções de Pernambuco, em Olinda, com uma das maiores plateias do país, cerca de 2.405 lugares. Outro exemplo emblemático é a Ópera de Arame, inaugurada em 1992 em Curitiba (PR), que combina estrutura metálica e transparência arquitetônica em meio à paisagem natural, tornando-se um ícone do teatro brasileiro contemporâneo.
Paralelamente, a grave crise econômica dos anos 1980 — a chamada “década perdida” — torna ainda mais visível a exclusão social. Surge então um teatro comunitário e popular com vocação transformadora. O Tá na Rua, fundado por Amir Haddad, leva espetáculos ao espaço público com enfoque em questões sociais e políticas, rompendo com a lógica do palco italiano. O grupo Nós do Morro, fundado no Vidigal em 1986, por Guti Fraga, transforma o morro em palco e escola, promovendo a formação artística de jovens das favelas e articulando arte, cidadania e autoestima. Iniciativas semelhantes multiplicam-se em periferias urbanas e áreas marginalizadas, como resposta estética à desigualdade e à violência.

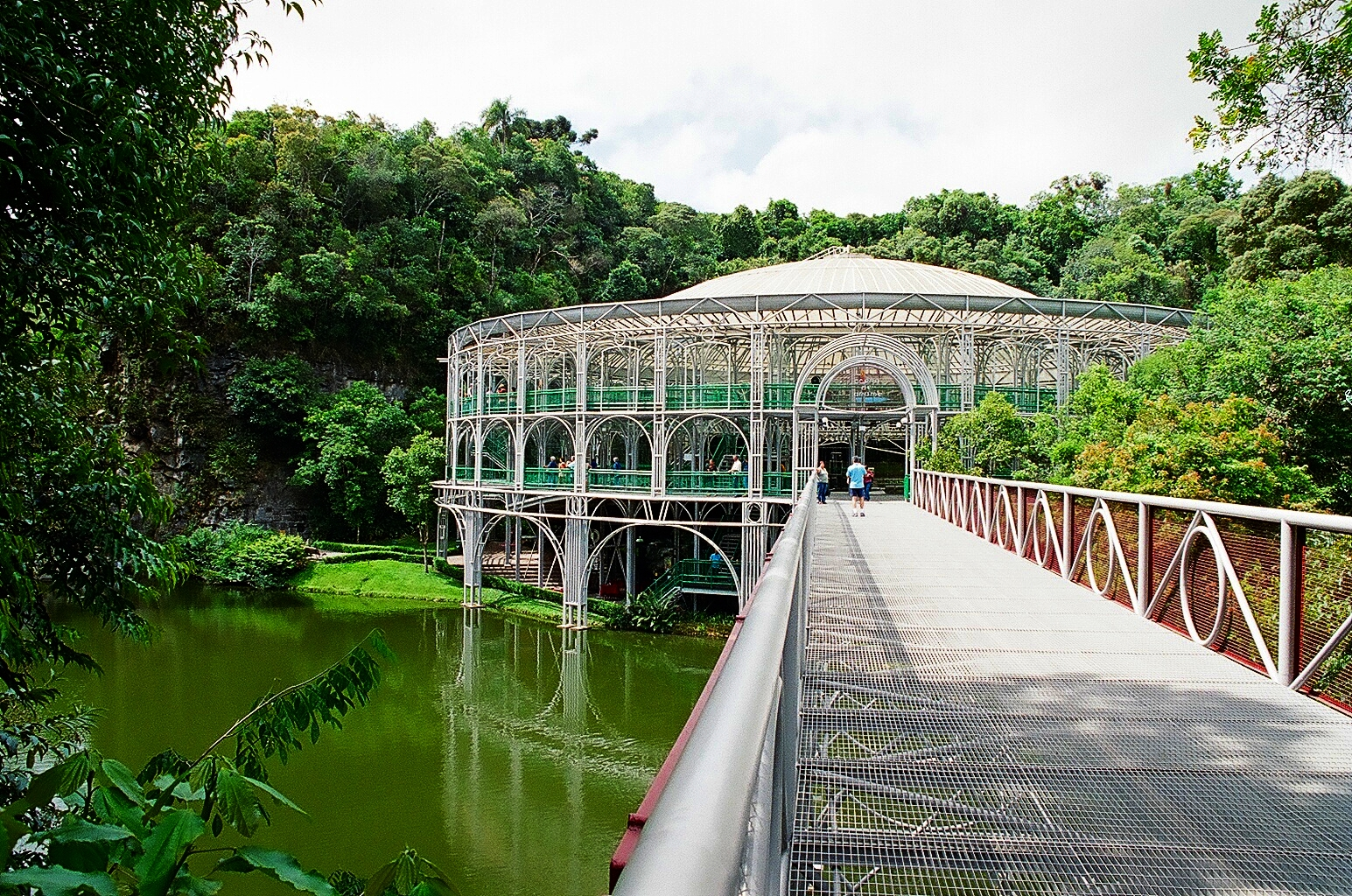
Ópera de Arame, inaugurada em 1992, em Curitiba.

Nos anos 1990, com a consolidação do neoliberalismo, privatizações e políticas de ajuste fiscal, o teatro enfrenta dificuldades financeiras, mas também amplia sua diversidade regional e estética. Em Salvador, surge o Bando de Teatro Olodum, que cria uma dramaturgia afrocentrada, ancorada na ancestralidade negra, na religiosidade de matriz africana e nas experiências urbanas da população afro-brasileira. Com espetáculos como "Áfricas" e "Erê", o Bando torna-se referência internacional em teatro negro, revelando nomes como Lázaro Ramos e valorizando a estética e a política do corpo negro em cena. Em Minas Gerais, o Grupo Galpão, fundado em 1982, integra tradição popular, clássicos shakespearianos e uma forte ligação com o público. Seu espaço, o "Galpão Cine Horto", torna-se referência de formação, pesquisa e descentralização artística. Em São Paulo, surgem grupos como o Teatro da Vertigem, que rompe com o palco tradicional para encenar em presídios, igrejas e edifícios abandonados, criando experiências sensoriais e críticas sobre fé, exclusão e decadência urbana. O Grupo XIX de Teatro investe em uma dramaturgia documental, abordando memórias coletivas e histórias silenciadas da sociedade brasileira.
No mesmo período, a cena musical se fortalece com os primeiros grandes musicais comerciais, estilo Broadway, culminando nos anos 2000 com a consolidação do Teatro Renault, em São Paulo. Adaptações como "Les Misérables", "O Rei Leão" e produções nacionais como "Cazuza" e "Elis, a Musical" criam uma nova indústria teatral, baseada na profissionalização, bilheterias elevadas e alta qualidade técnica. Embora voltado a classes médias e altas, esse fenômeno impulsiona a formação de artistas, técnicos e o surgimento de prêmios como o Prêmio Bibi Ferreira, dedicado exclusivamente ao teatro musical. Além dos incentivos públicos, o apoio privado ganha protagonismo: bancos como Bradesco e Santander passam a patrocinar temporadas teatrais, festivais e circuitos de espetáculos. O próprio Teatro Bradesco, inaugurado em 2009 no Shopping Bourbon, em São Paulo, é exemplo emblemático da integração entre cultura e centros comerciais, tendência que se espalha pelo país com a criação de teatros em shoppings, ampliando a acessibilidade e a visibilidade do teatro.

A partir dos anos 2000, com o crescimento econômico e políticas de incentivo à cultura — como os editais da Petrobras, Banco do Brasil, e leis de fomento estadual e municipal —, o teatro brasileiro atinge novo fôlego. Nesse processo, destaca-se também a atuação contínua do Sesc, com sua rede de teatros presente em todas as regiões do país, oferecendo programação diversificada, formação de público e apoio à produção artística.  Multiplicam-se os festivais, redes de intercâmbio e espaços independentes. Grupos como os Clowns de Shakespeare (RN), o Grupo In Bust (PA), o Grupo Bagaceira (CE), o LUME (SP) e o Grupo Magiluth (PE) consolidam a pluralidade regional da cena, valorizando sotaques, tradições e desafios locais.
Espaços como o Teatro Vila Velha (BA), o Theatro José de Alencar (CE), o Dragão do Mar (CE) e o Galpão Cine Horto (MG) tornam-se polos de formação, circulação e experimentação artística. O surgimento de prêmios como o Shell, o APCA, o Cesgranrio e o já citado Bibi Ferreira contribuem para legitimar e ampliar a visibilidade da produção contemporânea.
No contexto recente de crise política (impeachment de 2016, polarização e ataques às políticas culturais), o teatro ressurge como espaço de resistência e rearticulação da esfera pública. Em meio ao esvaziamento de incentivos, cortes orçamentários e censura velada, muitas companhias reafirmam o sentido político da cena, retomando o diálogo com o território, o corpo, a memória e os direitos humanos. Ao mesmo tempo, o uso de plataformas digitais e o crescimento das dramaturgias periféricas, LGBTQIA+ e indígenas ampliam os horizontes da linguagem cênica.
O teatro contemporâneo brasileiro, portanto, desde os anos 1980 até hoje, constitui uma arena crítica da vida nacional. Em meio à instabilidade, à criação coletiva, à descentralização e à inovação estética, mantém-se como expressão fundamental da cultura brasileira — um teatro que é corpo vivo, território de luta e espelho da complexidade do país.